# レッドブル・レーシング
レッドブル・レーシング（Red Bull Racing Limited）は、2005年からF1に参戦しているレーシングコンストラクター。母体はオーストリアの飲料メーカー「レッドブル」グループ。本拠地はイギリス・ミルトン・キーンズ。チーム代表はローラン・メキースが務める。

## 概要
オーストリア資本の飲料メーカー レッドブルGmbHは、1995年から2004年までザウバーの、2002年はアロウズのスポンサーとしてF1との関わりを深めていた。特にメインスポンサーであったザウバーでは1995年から2001年までチームエントリー名はレッドブル・ザウバー・ペトロナスであった。
元ワールドチャンピオンのジャッキー・スチュワートが率いて1997年からF1に参戦していたスチュワートからの歴史を持つジャガー・レーシングは、2004年11月15日にフォードグループの再編によりF1から撤退することを宣言した。フォードはチームをレッドブルに売却し（金額は1ドルと言われた）、チーム代表に当時31歳の若さでクリスチャン・ホーナーを起用してレッドブル・レーシングが設立された。
トップドライバーや有力デザイナーを獲得して短期間でチームの戦力を上げつつ、多数ある下部組織（F3などのジュニアチーム）から若手の育成ドライバーを参戦させるチーム方針を執っている。また、若手の育成ドライバーを参戦できる環境を確保すべく、親会社であるレッドブルは、豊富な資金力を背景に参戦した同じ年（2005年）に別のF1チームミナルディを買収し、2006年からスクーデリア・トロ・ロッソとして再スタートさせた。これにより、親チームのレッドブルと兄弟チームであるレーシングブルズ・フォーミュラワン・チーム（旧トロ・ロッソ、スクーデリア・アルファタウリ、RB・フォーミュラワン・チーム）という体制を構築し、レッドブルとして直接関与できるF1のシートを4つ占有するなど、F1界の新興勢力として新進著しい存在となっている。そのため、自動車メーカーが闊歩するモータースポーツ界でも異色の存在となっている。
2009年にトロ・ロッソからセバスチャン・ベッテルの加入と同年のレギュレーション変更に合わせたマシン開発の成功（詳細はレッドブル・RB5）をきっかけにチームは常に優勝を争うレベルまで向上する。エイドリアン・ニューウェイが手掛ける斬新な空力設計、ルノーエンジンとの強固なパートナーシップなどを武器に、2010年から2013年にかけてドライバーズ・コンストラクターズ両部門4連覇を達成した。2019年から2021年まではホンダ製パワーユニット(Power Unit, PU) を搭載。2022年からはレッドブル製PUとして、ホンダ（HRC）から技術的支援を受けつつ参戦し、マックス・フェルスタッペンが2021年からドライバーズ4連覇、2022年-2023年にはコンストラクターズとの2冠を達成している。

## 歴史

### 2005年 - 2006年 参戦開始
2005年

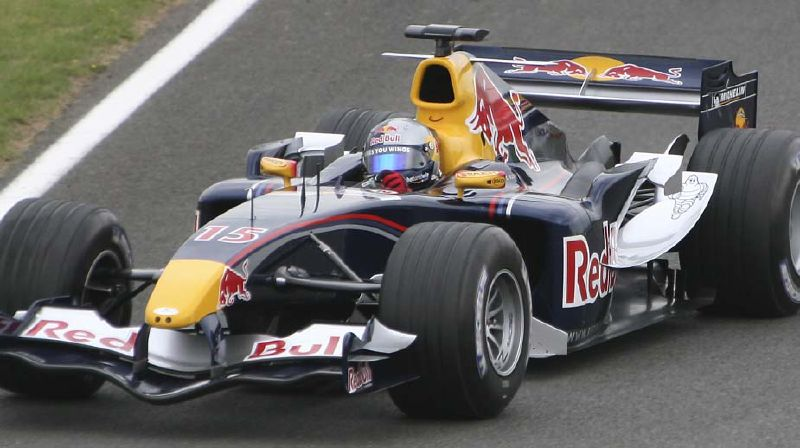
RB1（2005年イギリスGP）

F1参戦初年度となる2005年は、旧ジャガーから引き続きコスワースエンジンを搭載、シャシーも旧ジャガーで「R6」として設計されたものを「RB1」と名称を変えて使用した。
ドライバーは、2004年までマクラーレンに在籍していたデビッド・クルサードをエース待遇で獲得。セカンドドライバーには、旧ジャガーから残留のクリスチャン・クリエンと共に、レッドブル社のスポンサードのもと2004年国際F3000チャンピオンを獲得したヴィタントニオ・リウッツィとも契約。第3戦のバーレーンGPまではクリエンが出走し、リウッツィはサードドライバーとして金曜日のフリー走行に参加、第4戦サンマリノGPから4戦はリウッツィが出走し、クリエンがサードドライバーとしてフリー走行に参加し、その後も交互に参戦レースを決めることとしていた。しかし2005年レギュレーションでは、前戦に出走していないドライバーは予選セッションの走行順が1番目となることから不利になるとして、第8戦以降は開幕時と同様にクリエンをレースに出走させ、リウッツィはサードドライバーの役目を務めた。ただし、マーケティング上の理由からカナダ・アメリカの両GPではサードドライバーに、同じくレッドブルのスポンサードを受けているアメリカ人のスコット・スピードを起用した。
2004年シーズンオフ、レッドブルは買収に関する話題はともかく、マシン性能面においてはほとんど注目されていなかったが、開幕からクルサードは3戦連続、クリエンは2戦連続でポイントを獲得。その後もクルサードを中心にシーズンを通してコンスタントにポイント獲得を続け、最終的にB・A・Rの38ポイントに迫る34ポイントを獲得し、コンストラクターズランキング7位となった。
2006年

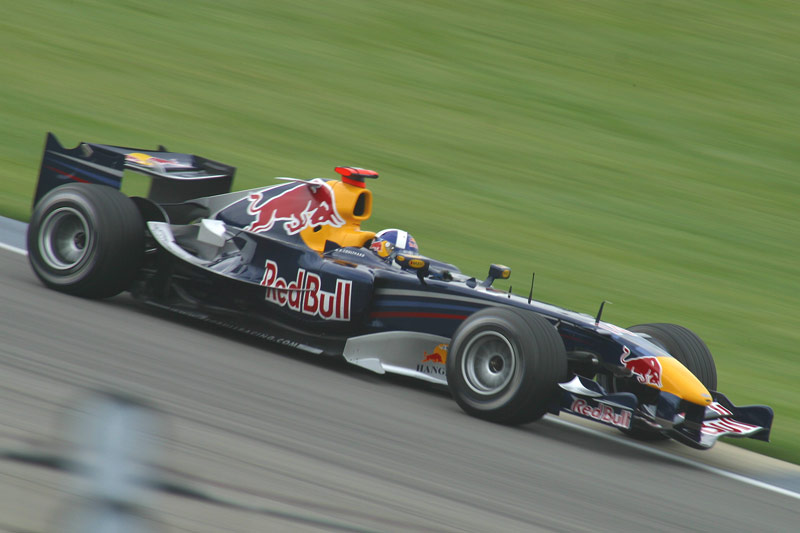
RB2（2006年アメリカGP）

2006年からはフェラーリと2年間のエンジン供給契約を結んだ。ドライバーは前年からのクルサード、クリエンに加え、ロバート・ドーンボスを起用しサードドライバーに据えた。また、マクラーレンより移籍したエイドリアン・ニューウェイがチーフテクニカルオフィサーに就いた。シャシーはフェラーリV8エンジンに対応して製作された「RB2」を投入。
第7戦モナコGPにおいてクルサードが3位に入り、チーム初の表彰台を獲得した。第16戦から残り3戦はセカンドドライバーをクリエンからドーンボスに代えた（クリエンはレッドブル陣営から離脱し、2007年からホンダF1のテストドライバーとなった）。それと同時に、レッドブルの育成ドライバーとして、テストドライバーを務めながらGP2に参戦していたミハエル・アメルミューラーがドーンボスに代わってサードドライバーに昇格した。

### 2007年 - 2009年 ルノーとの提携開始
2007年

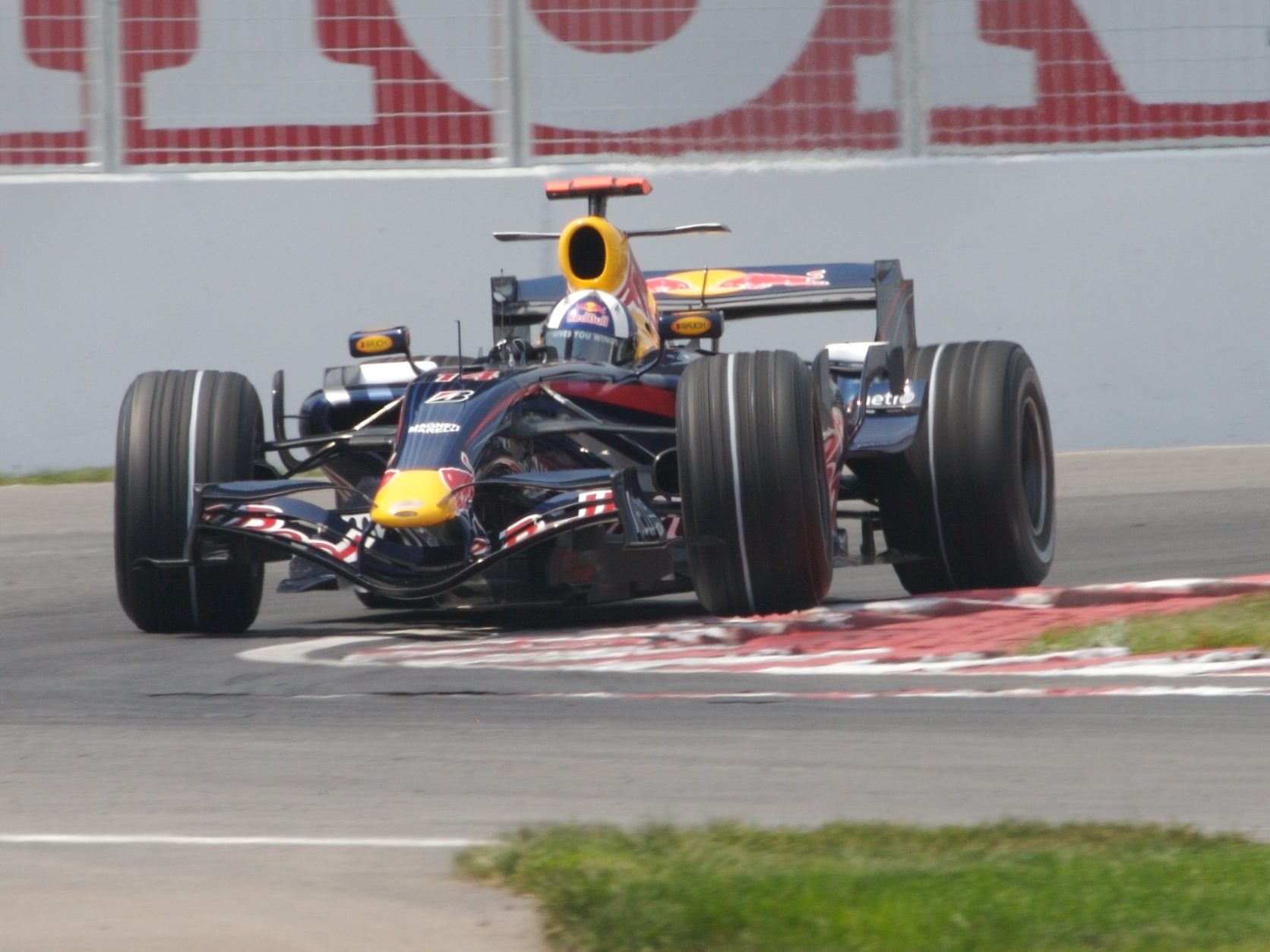
RB3（2007年アメリカGP）

2007年はフェラーリとのエンジン供給の契約が継続していたが、これをジュニアチームであるトロ・ロッソヘ移譲。レッドブルはルノーのエンジンを搭載した。マシンは「RB3」。この年からワンメイクとなったブリヂストンタイヤを使用。レギュラードライバーはクルサードに加え、新たにマーク・ウェバーを起用。リザーブドライバーには、テストドライバーのアマミューラー、ドーンボス、セバスチャン・ブエミを、各レース毎に変則起用した。
シーズン途中から導入したクイックシフトタイプのトランスミッションなどの信頼性不足もあって、決勝ではトラブルに泣かされ、予選で見せた速さを結果につなげられないという状態が続いていた。しかし、第10戦ヨーロッパGPでは、豪雨で赤旗中断などの混乱の中で見事に走り切り、ウェバーがレッドブルで初めての表彰台3位（チームとしては2度目）、クルサードも5位に入賞した。
2008年

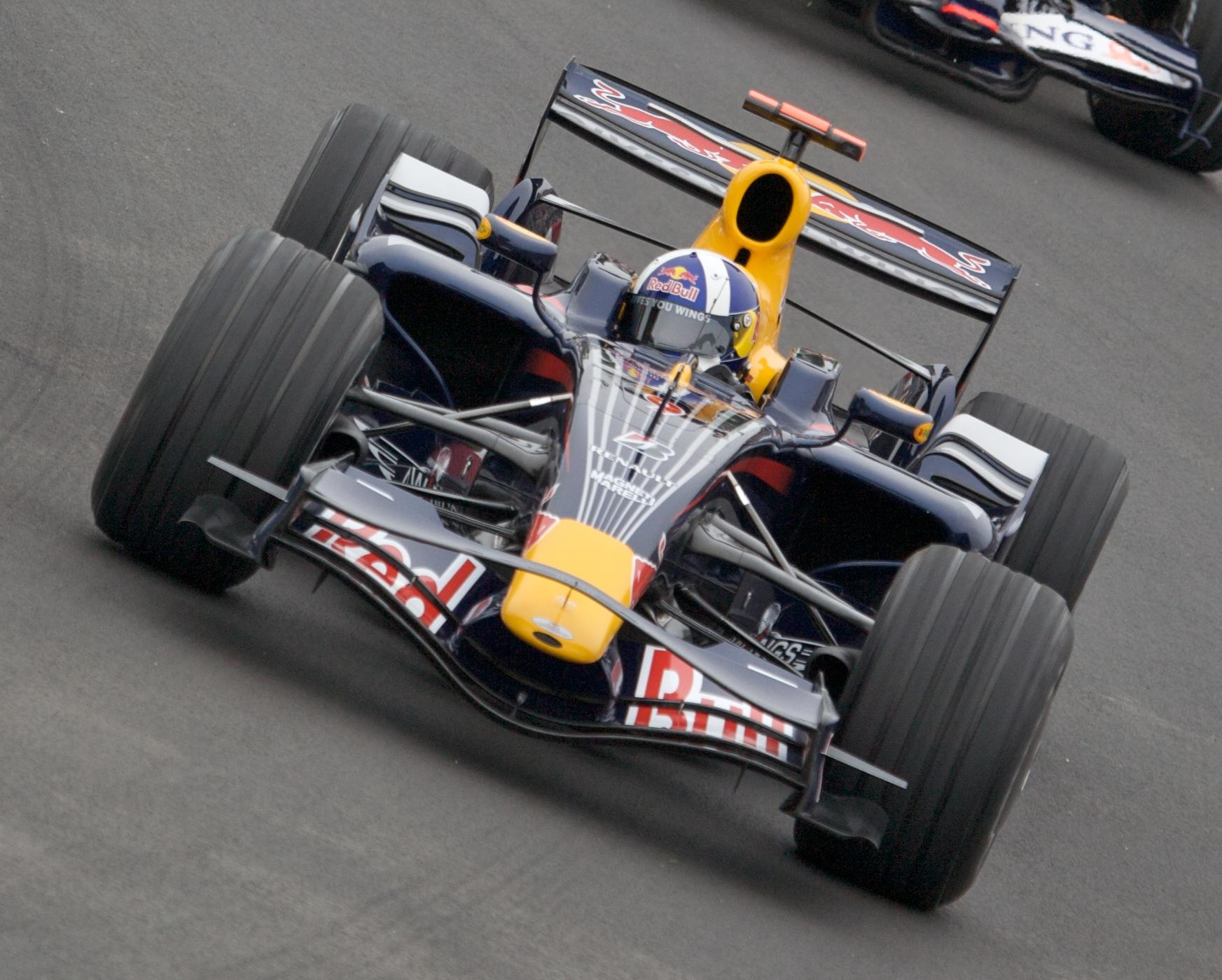
RB4（2008年カナダGP）

ドライバーは引き続きクルサードとウェバーが務め、テストドライバー兼リザーブドライバーにブエミを起用。マシンは「RB4」。カナダGPでは、クルサードが2008年シーズン唯一となる表彰台（3位）を獲得したが、シーズンを通しては弟チームのトロ・ロッソに遅れを取り、この年はコンストラクターズランキングでトロ・ロッソに敗れたばかりか初優勝もトロ・ロッソに先を越されてしまった。
クルサードはこの年をもって現役を引退することを7月3日にシルバーストンで発表した。最終戦となる第18戦ブラジルGPでは、脊髄損傷を受けた人々をサポートするチャリティー団体「Wings for Life」の特別カラーリングを纏ったマシンをドライブした。その後、2009年以降もアドバイザーとしてチームに残留することが発表された。
2009年

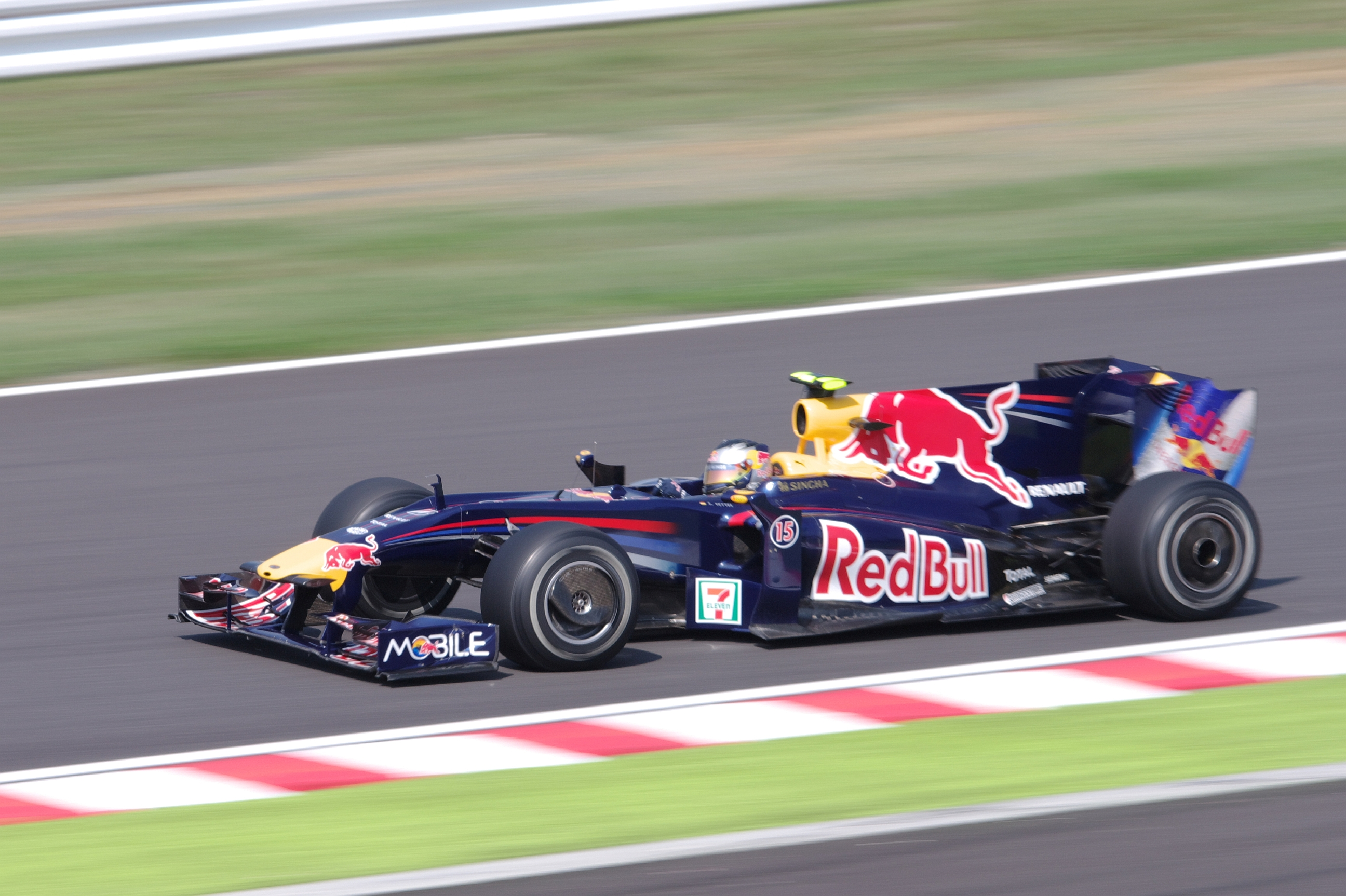
RB5（2009年日本GP）

2008年イタリアGPで史上最年少で初優勝を遂げたセバスチャン・ベッテルがトロ・ロッソから移籍。ウェバーは残留。リザーブドライバーにはブレンドン・ハートレイを起用する予定だったが、スーパーライセンスが発給されなかったため、第2戦までは2008年いっぱいで引退したクルサードが登録された。
マシンは「RB5」。少々タイヤに厳しいマシンとの評価があるが、スタートから終盤まで安定した速さをもっているのが特徴であった。この年はワークス勢がKERS開発に注力する中、敢えて空力開発を優先させた決断が幸いする結果になる。
第3戦中国GPにおいてウェットコンディションの中、ベッテルがポール・トゥ・ウィンで自身2勝目、チームに初優勝をもたらした。また、ニュルブルクリンクで開催されたドイツGPではマーク・ウェバーが自身にとって初優勝を獲得した。
第15戦日本GPにおいて、セバスチャン・ベッテルがポール・トゥ・ウィン。マーク・ウェバーはピットスタートで最下位に終わったが、ファステストラップを記録するなど、最終的にベッテル4勝、ウェバー2勝と、ブラウンGPに次ぐコンストラクターズランキング2位と好成績を収めた。

### 2010年 - 2013年 第1次黄金期
2010年

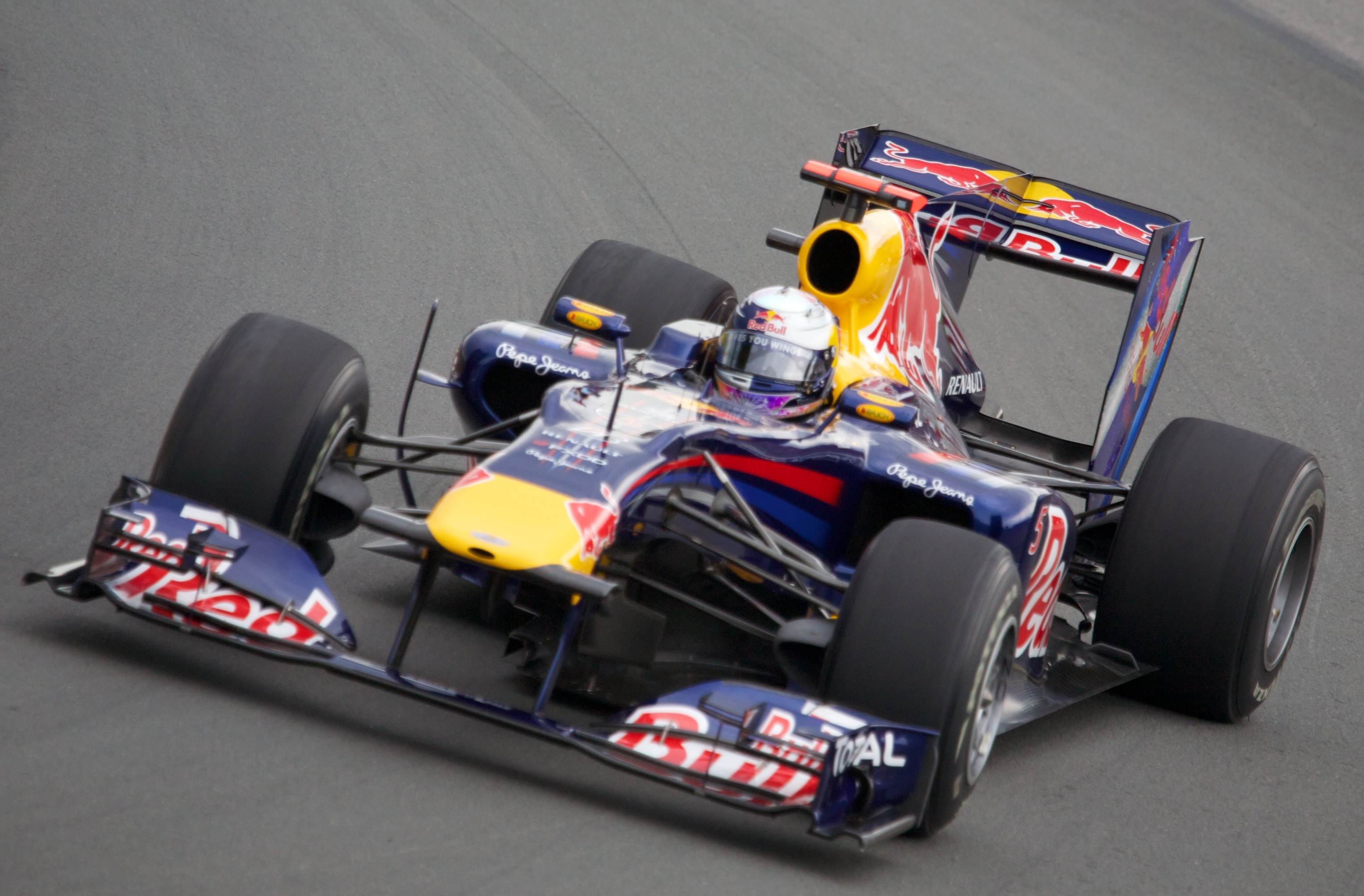
RB6（2010年カナダGP）

ドライバーは前年に引き続きウェバーとベッテル。
マシンは「RB6」。RB6に採り入れられた「ブロウンディフューザー」（吹き付けディフューザー）は、マクラーレンのMP4-25が搭載したFダクトとともに2010年のトレンドとなった。
第7戦トルコGPにおいて、チームメイト同士のクラッシュを演じた（ベッテルはリタイア、ウェバーは3位）。この件を巡るチームの対応をきっかけにドライバー間の緊張状態が目立つようになり、それが表れたのが第10戦イギリスGPである。このGPに合わせ、チームは新型のフロントウイングを2つ用意していたが、そのうちの1つをベッテルが金曜日のフリー走行時に破損させ、決勝でチームは残り1つの新型ウイングをウェバー車から外しベッテル車に装着する。しかし、結果はポールのベッテルをスタート後の1コーナーでパスしたウェバーが優勝。レース後のウィニングランで「ナンバー2ドライバーにとっては悪くない結果だね」と無線で皮肉った。
マレーシアGP、モナコGP、日本GP、ブラジルGPの計4回のワンツーフィニッシュを達成。また第18戦ブラジルGPにおいて、チーム初となるコンストラクターズタイトル獲得を決めた。続く最終戦アブダビGPにてセバスチャン・ベッテルがポールトゥウィンを達成。チャンピオン争いで前戦まで首位に立っていたフェルナンド・アロンソが7位入賞に終わった為、最終戦でポイントランキングを逆転する形となり、同時にベッテルがドライバーズチャンピオンに輝き、ダブルタイトルを獲得した。
2011年

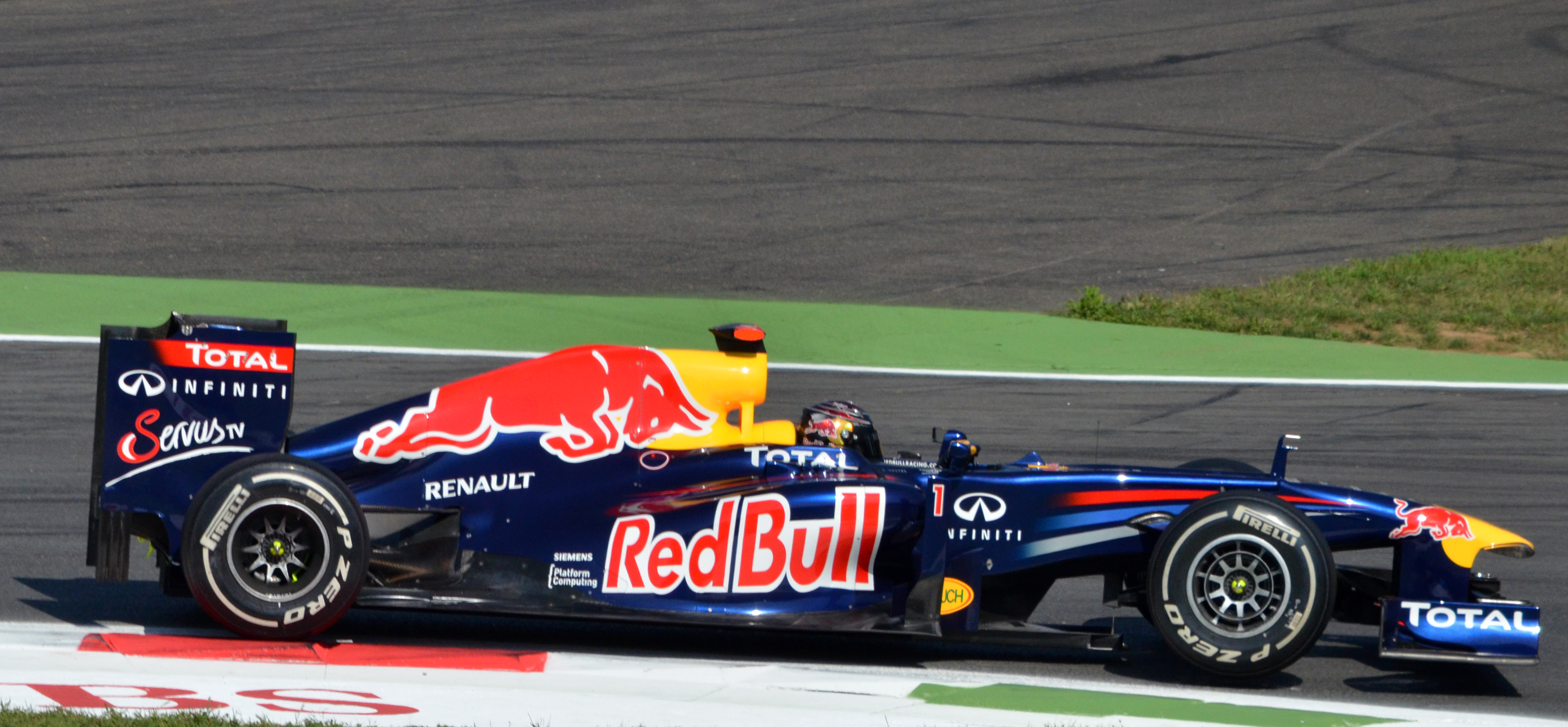
RB7（2011年イタリアGP）

ドライバーは変わらずウェバーとベッテル。マシンはRB7を使用する。
シーズン開幕前には、エンジン供給元のルノーと連合を組む日産自動車の高級車ブランド・インフィニティとマーケティング契約を交わしたことを発表した。当初噂されていた「エンジン名のバッジネーム」契約ではなかったものの、マシンやドライバーのレーシングスーツ等に「Infiniti」のロゴが掲出される。将来的にはレッドブル・テクノロジーとインフィニティの研究開発部門との間での技術供与等に発展する可能性も示唆した。
シーズンだが、前半戦はベッテルがオーストラリアGPとマレーシアGPをポール・トゥ・ウィンで連勝し勢いに乗り、ウェバーも勝ち星はなかったものの安定して2桁ポイント（5位以上）を獲得したため、両タイトルはレッドブルが独走する形となった。折り返しとなる第10戦ドイツGP以降はライバル勢が戦闘力を増して追撃を開始するが、ライバルの一つフェラーリは前半戦の段階でタイトル争いから脱落。もう一つのライバルマクラーレンは同チーム所属のジェンソン・バトンが最後までベッテルを追撃する形となった。タイトル争い自体は、ベッテルが開幕戦から第9戦まで2位以上で完走という成績で独走態勢を築き、日本GPで史上最年少2年連続ワールドチャンピオンを獲得。韓国GPでチームの2年連続コンストラクターズチャンピオンが決定した。ウェバーも最終戦ブラジルGPで念願の優勝を果たし、ドライバーズランキング3位を獲得した。
この年は優勝12回（ベッテル11回、ウェバー1回）、表彰台18回（ベッテル17回、ウェバー10回）と前年を大きく上回る好成績を残した。
2012年

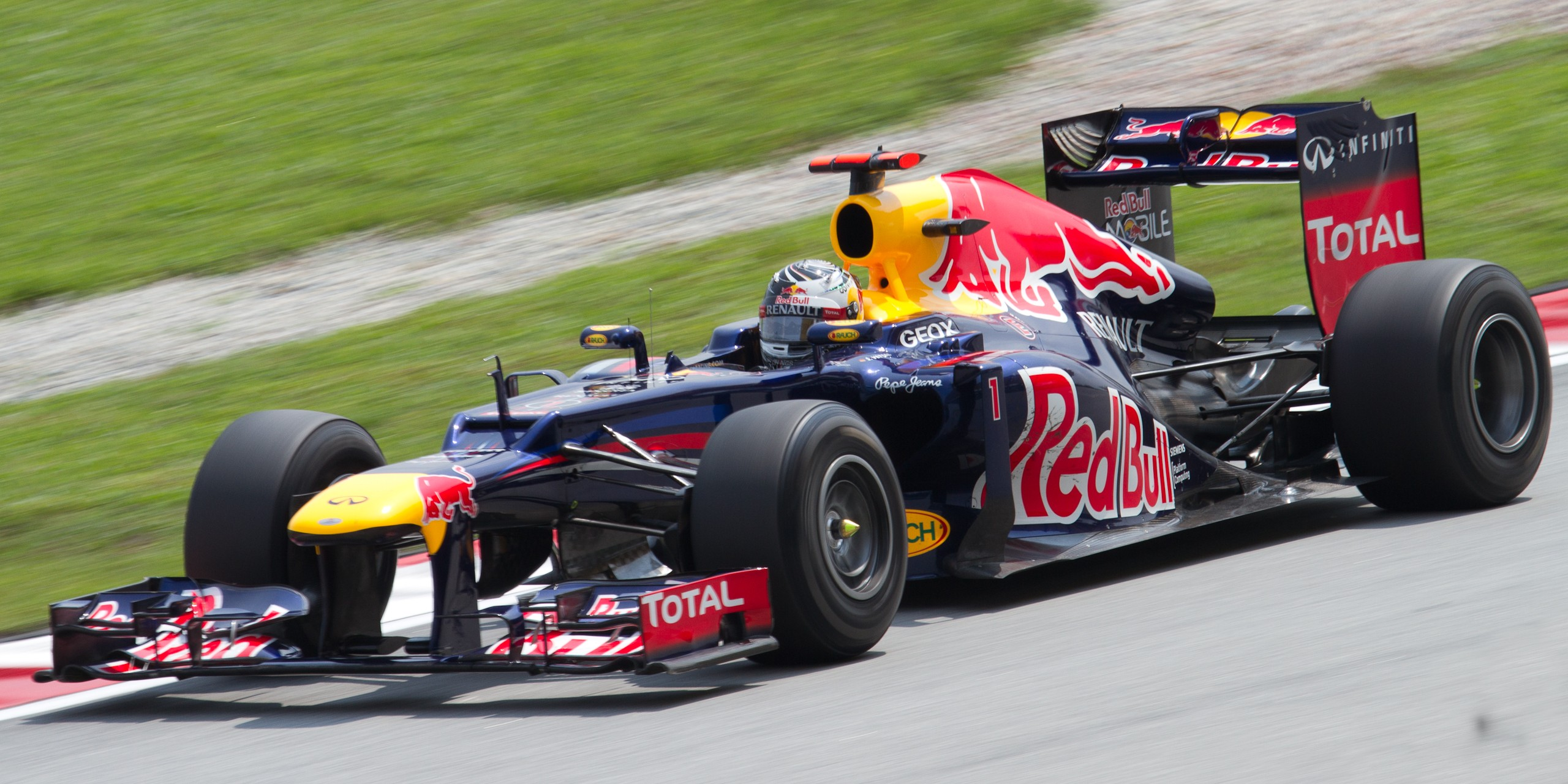
RB8（2012年マレーシアGP）

この年もドライバーはベッテルとウェバーで、マシンは段差ノーズが特徴のRB8を使用する。この年からエンジン排気の空力的利用（ブロウンディフューザー）が規制され、この分野をリードしていたレッドブルは不利になった。
シーズンの半分となる第10戦までの成績だが、ベッテルは1勝を含めた表彰台3回ながらも着実にポイントを獲得しており、ノーポイントは2戦のみと大きく後れを取ったわけではなかったが、ポイントリーダーには一時的には立つものの、それを維持できなかった。一方で、ウェバーは開幕戦オーストラリアGPから4戦連続4位入賞を果たすなど、調子の上がらないベッテルを尻目に安定した走りを見せ、第6戦モナコGPではポールスタートからロズベルグやアロンソらの追撃を振り切り、シーズン初勝利かつモナコ2勝目を達成した。また、モナコで2勝以上達成した初のオーストラリア人ドライバーとなった。イギリスGPではトップのアロンソを残り5周で抜きシーズン2勝目を挙げたが、これがウェバーのF1での最終勝利となる。そのため、サマーブレイク直前の第11戦の段階では、コンストラクターズ争いでは優勢であったが、ドライバーズタイトル争いではフェルナンド・アロンソが暫定のポイントリーダーであり、それをウェバーと共に追うという展開となった。だが、後半戦は第14戦シンガポールGPから投入したアップグレードの成功も手伝い、一気に復調。ウェバーもさらに調子を上げるが、ベッテルはそこから前年のような速さが復活し猛追。アロンソが巻き込まれ事故などの第三者が原因で失速した間、ベッテルが差を詰める形となり、最終的にベッテルがアロンソとのタイトル争いに競り勝ち、ベッテルの3連覇という形で決着がついた。また、コンストラクターズも第19戦でチームの3年連続コンストラクターズチャンピオンが決定した。
最終的に優勝7回（ベッテル5回、ウェバー2回）と前年より成績は落としたものの、安定した入賞が効いてタイトルを死守することとなった。
2013年

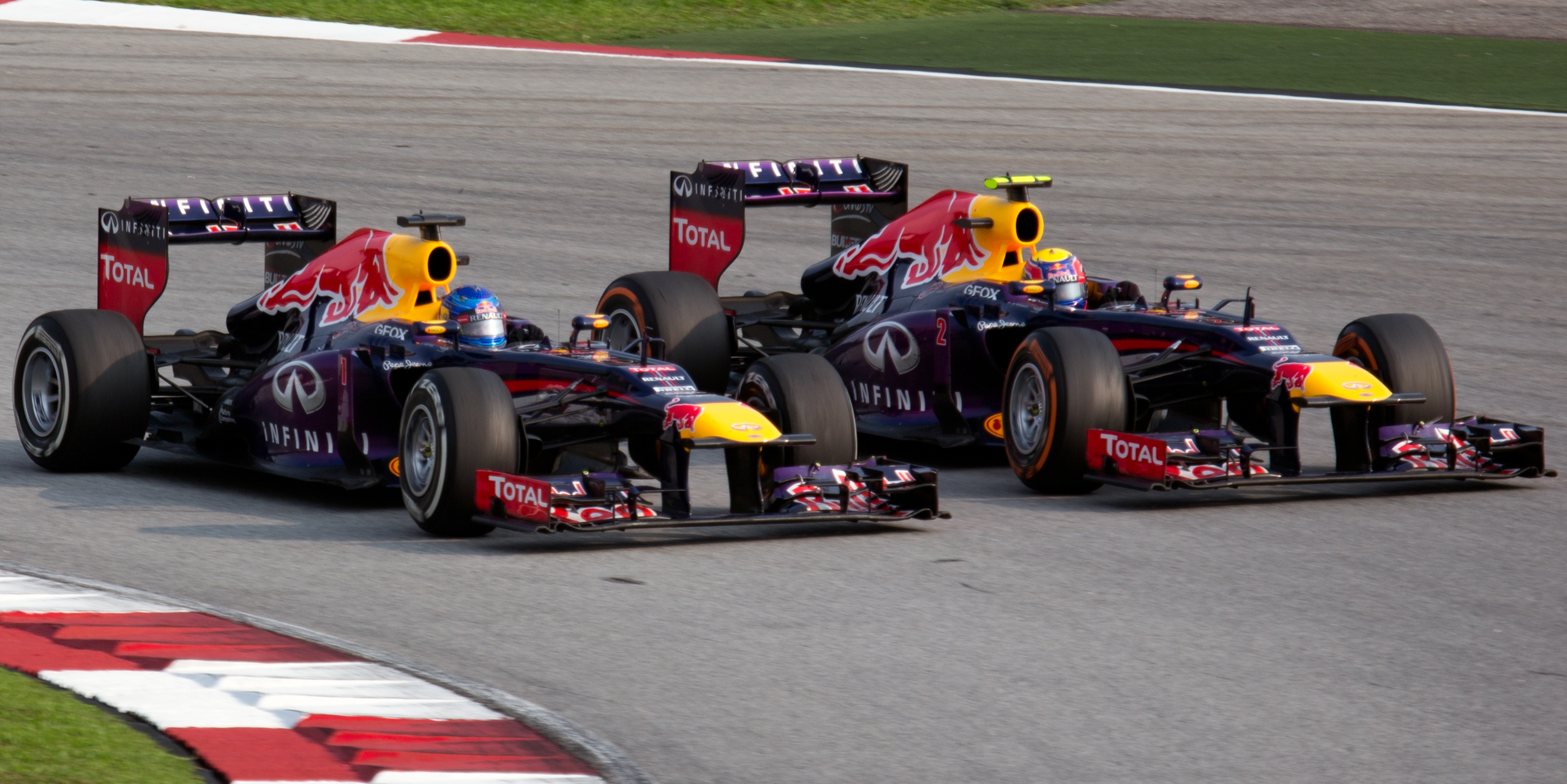
ベッテルとウェバーによるチーム内バトルが繰り広げられた2013年マレーシアGP

ドライバーはこの年もウェバーとベッテルで、マシンは段差ノーズを隠す短いバニティパネルが装着されたRB9を使用する。
ベッテルは第11戦ベルギーGPから最終戦ブラジルGPまでのグランプリ9連勝という記録を打ち立てた。第9戦ドイツGPでは悲願の母国初制覇を果たした。
　
第2戦マレーシアGPでは終盤に差し掛かりピット戦略でベッテルをかわし首位を走行。レッドブルの2台に争わないようチームオーダーが出るが、従ったウェバーに対し無視したベッテルが暖まらないタイヤで走るウェバーに勝負を仕掛け、ウェバーは優勝をさらわれる。
ウェバーはイギリスGP前に今シーズン限りの引退・及び来年からポルシェからWECに参戦する事を発表。その後は度々表彰台に上るも勝利には至らず、終盤9連勝を達成したベッテルの影に隠れる形でF1のキャリアを終えた。ラストレースとなった最終戦ブラジルGPではレース後のインラップでヘルメットを外して走行し、観衆の声援に応えた。

### 2014年 - 2018年 ルノーとの関係悪化
2014年

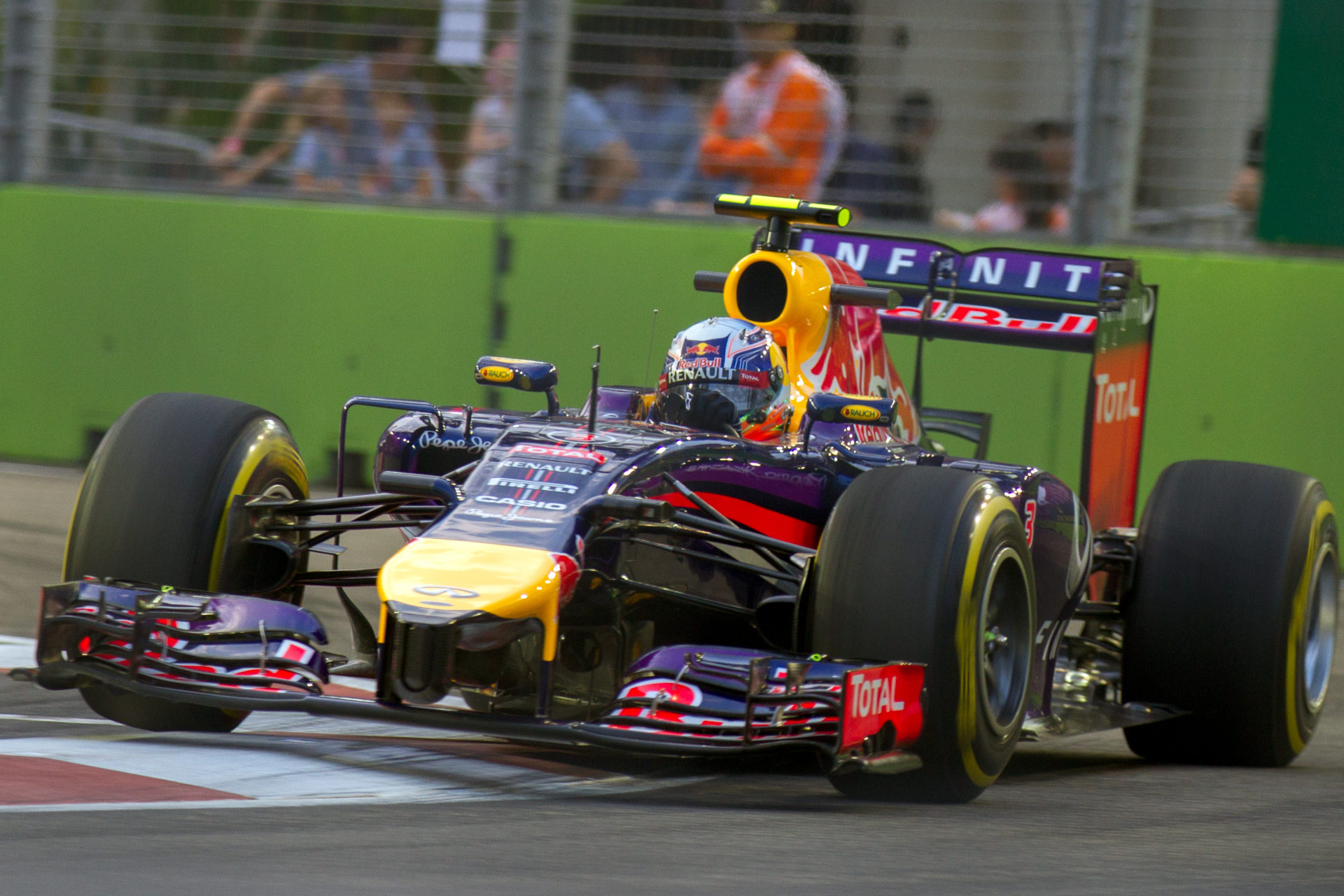
リカルドがRB10で3勝（2014年シンガポールGP）

ドライバーはベッテルとトロ・ロッソから昇格したダニエル・リカルドで、マシンはレギュレーションの大幅改訂で26年ぶりのターボ復活となるV6シングルターボ付きパワーユニットが搭載されたRB10を使用する。
しかし、ルノー製パワーユニットの戦闘力および信頼性の低さが露呈したことで前年までの勢いは一気に失われ、対照的に戦闘力を向上させたメルセデスの後塵を拝することとなった。ベッテルにおいては終盤にはエンジン交換ペナルティを受けるなど、レッドブル加入以来初の未勝利に終わった。一方のリカルドは母国での開幕戦オーストラリアGPで2位を獲得しながら失格となる屈辱も味わいながらも、カナダGPで初優勝。その後さらに2勝をあげる活躍をみせ、この年のメルセデス以外のドライバーで唯一勝利をあげた。最終的にリカルドはランキング3位、ベッテルはランキング5位となった。コンストラクターズランキングは2位を確保したものの、メルセデスには大きく差をつけられた。
この年限りでベッテルはレッドブルを離脱、フェラーリへ移籍した。
2015年

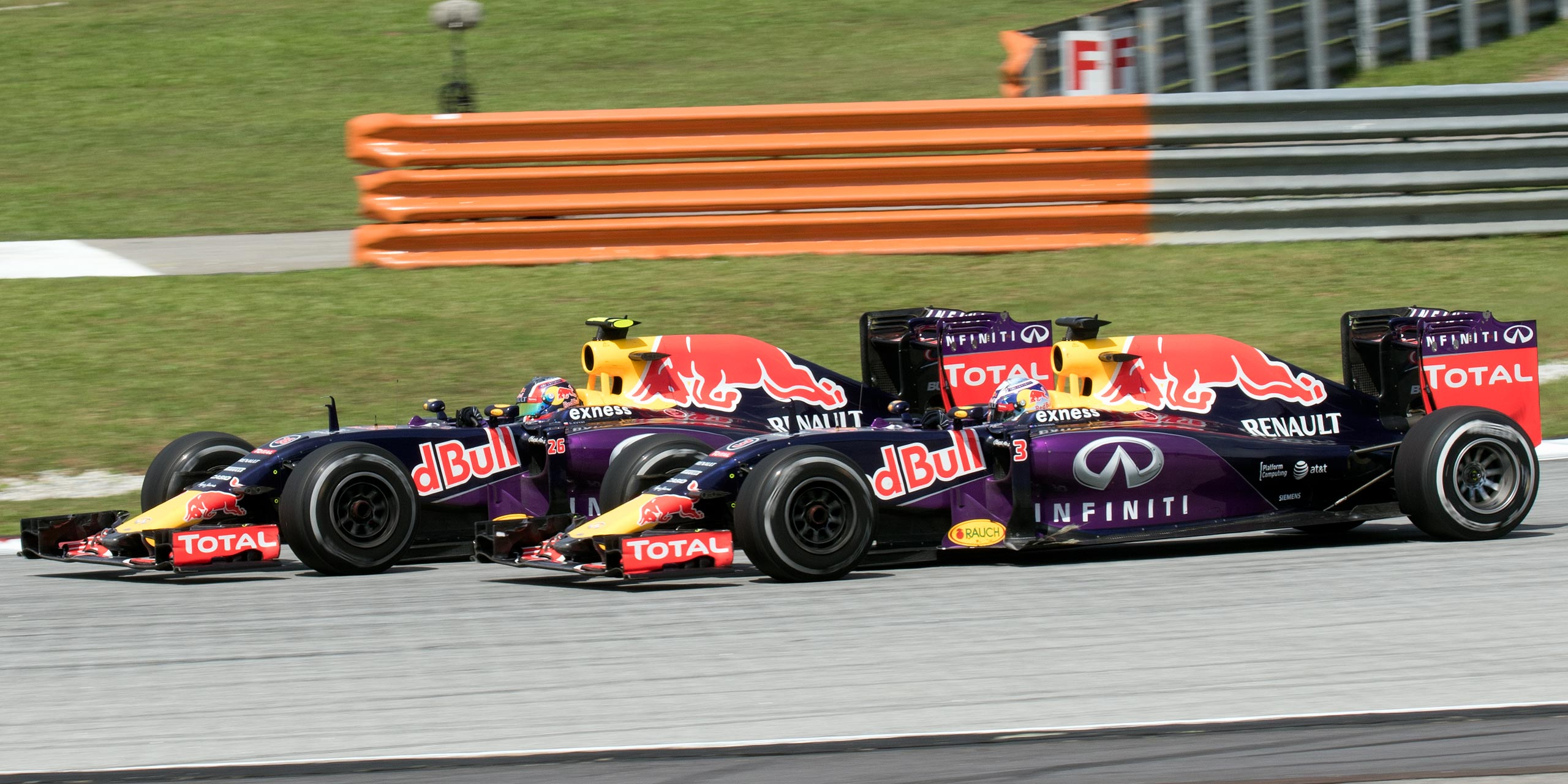
クビアトとリカルド（2015年マレーシアGP）

ドライバーはリカルドとトロ・ロッソから昇格したダニール・クビアトで、マシンはRB11を使用する。
前年以上にルノー製パワーユニットのパフォーマンス不足と信頼性の低さに悩まされる。前年にメルセデス以外のドライバーで唯一勝利をあげたリカルドでさえ優勝はおろか表彰台にも立てないレースが続き、早くも第8戦オーストリアGP（レッドブルのホームグランプリ）でリカルドとクビアトの両者ともこの年の規定を超える5基目のエンジンに交換したため、グリッド降格ペナルティを受けた。ハンガリーGPで2人揃って表彰台に上るレースもあったが、このほかの表彰台はシンガポールGPのリカルドの2位表彰台のみに留まり、最終的に未勝利でコンストラクターズ4位でシーズンを終えた。
パワーユニットに改善の兆しは見られなかったことからルノーとの関係も悪化の一途を辿り、ルノーとの供給契約をこの年一杯で打ち切ることを決断したが、メルセデスからは供給を拒否された上にフェラーリからは前年型しか供給しないと通告されたため、兄弟チームのトロ・ロッソとともに一時はF1からの撤退も検討するまでに至り、結局ルノー製パワーユニットに「タグ・ホイヤー」のバッジネームを付けてイルモアが同PUを改良する形で2016年シーズンを戦うことが決定した。なおトロ・ロッソは2015年型のフェラーリPUを搭載する。この件についてはバーニー・エクレストンの介入があったとされ、自社ブランドでのパワーユニット供給を行わないという条件でルノー側が引き受けたことによる苦肉の策であった。そのまたこの年限りでインフィニティが翌年から活動を再開するルノーワークスチームへ移籍する形でタイトルスポンサー契約を終えた。
2016年

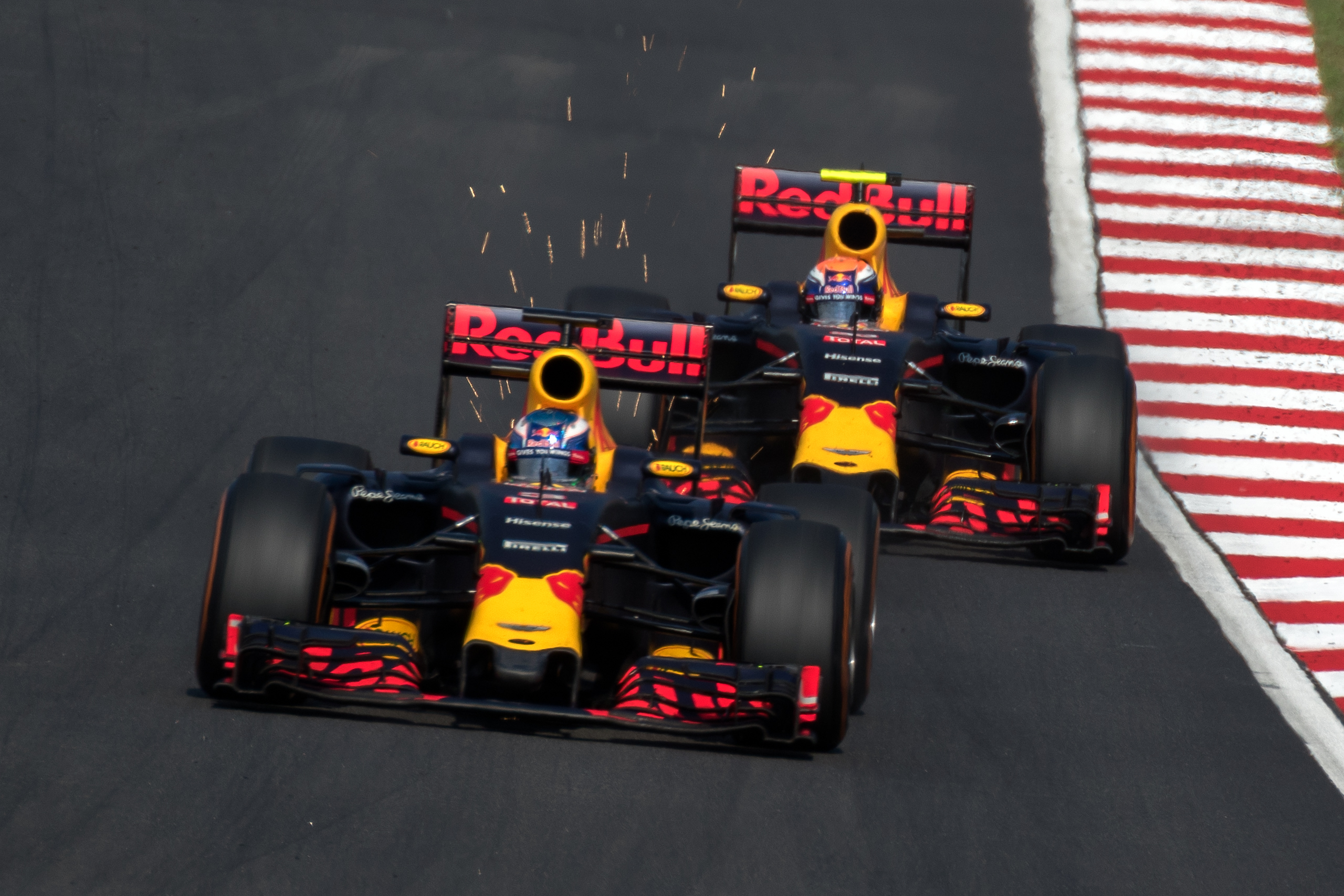
マレーシアGPでワン・ツー・フィニッシュを果たしたRB12（前：リカルド、後：フェルスタッペン）

ドライバーはリカルドとクビアトが残留。マシンは「タグ・ホイヤー」ブランドのルノー製PUを搭載したRB12を使用する。インフィニティに代わってアストンマーティンとパートナー契約を結び、高性能スポーツカー「アストンマーティン・ヴァルキリー」を共同開発することになる。
マシン性能は前年と比較すると向上し、予選ではフェラーリをしばしば上回り、第3戦中国GPではクビアトが3位表彰台を獲得した。しかしクビアトは母国グランプリとなる第4戦ロシアGPで1コーナーでベッテルに追突、その弾みでベッテルがリカルドにも接触したことにより、レッドブル勢は共倒れに終わる。この結果にレッドブル首脳陣はクビアトに対して激怒、翌戦のスペインGPでクビアトと入れ替わりにトロ・ロッソからマックス・フェルスタッペンを昇格させるという采配を見せ大きな物議を醸した。そんな中フェルスタッペンは移籍初戦のスペインGPでいきなり初優勝を成し遂げて史上最年少記録（18歳227日）を樹立。チームにとっても2014年ベルギーGP以来となる優勝を果たした。モナコGPではアップデートしたルノーエンジンを搭載したリカルドが自身初のポールポジションを獲得。しかし決勝ではピットのミスでハミルトンに逆転され2位に終わった。それでもリカルド、フェルスタッペン共に安定したパフォーマンスを見せ、マレーシアGPでは3年ぶりのワン・ツー・フィニッシュを果たした（リカルドは2年ぶりの勝利）。コンストラクターズランキングはフェラーリを抜いて2位となった。
5月にレッドブルは、ルノーのパワーユニットの進歩を評価し、ルノーとパワーユニット供給契約を2018年まで結んだと発表した。なお、最終戦アブダビGPでタグ・ホイヤーとの契約を2018年まで延長、引き続き「タグ・ホイヤー」のバッジネームを使用する。12月1日、チームパートナー、公式燃料パートナー、公式潤滑油パートナー、公式モーターオイルパートナーとしてエクソンモービルと契約したことを発表した。
2017年

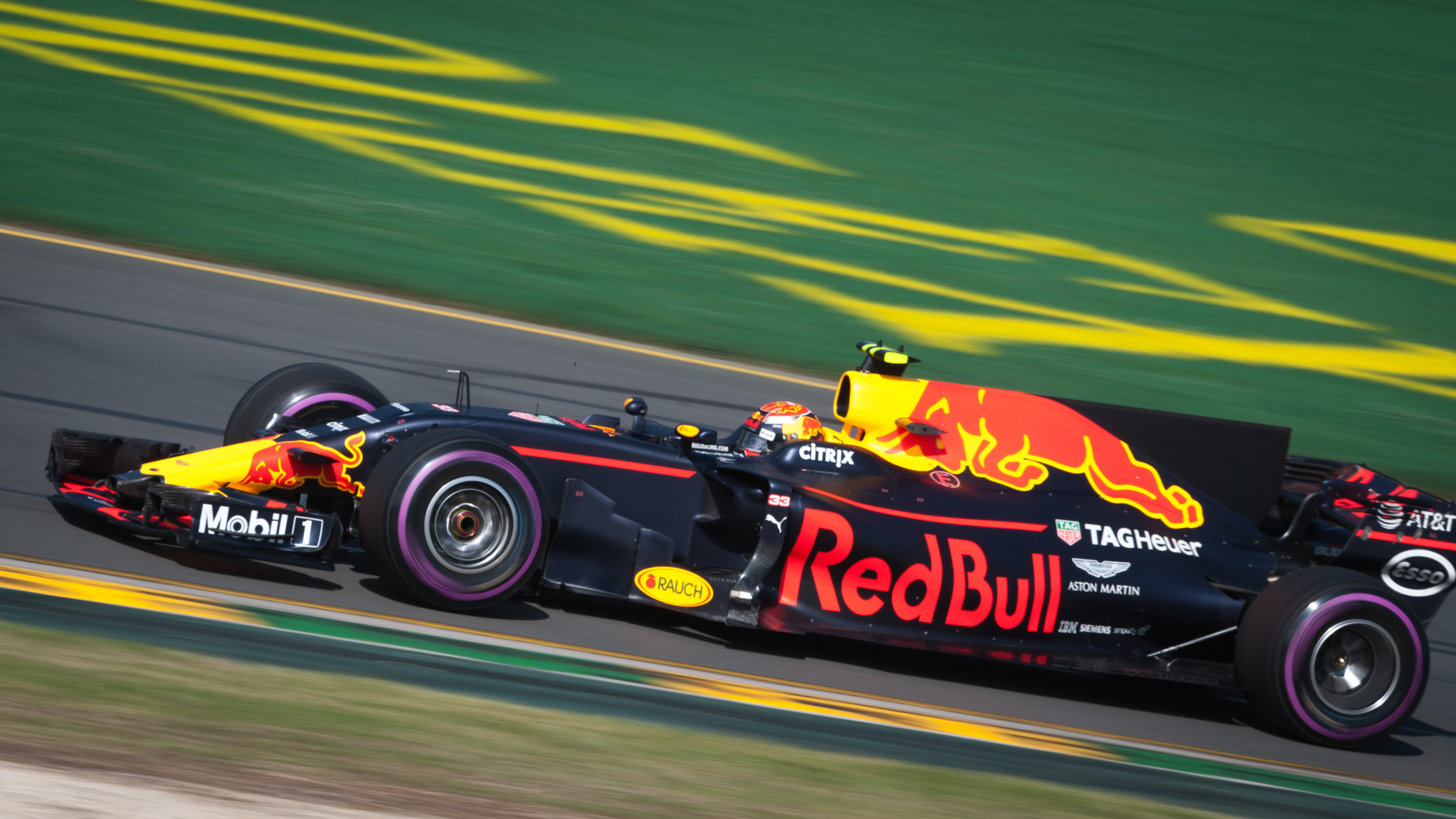
RB13（オーストラリアGP）

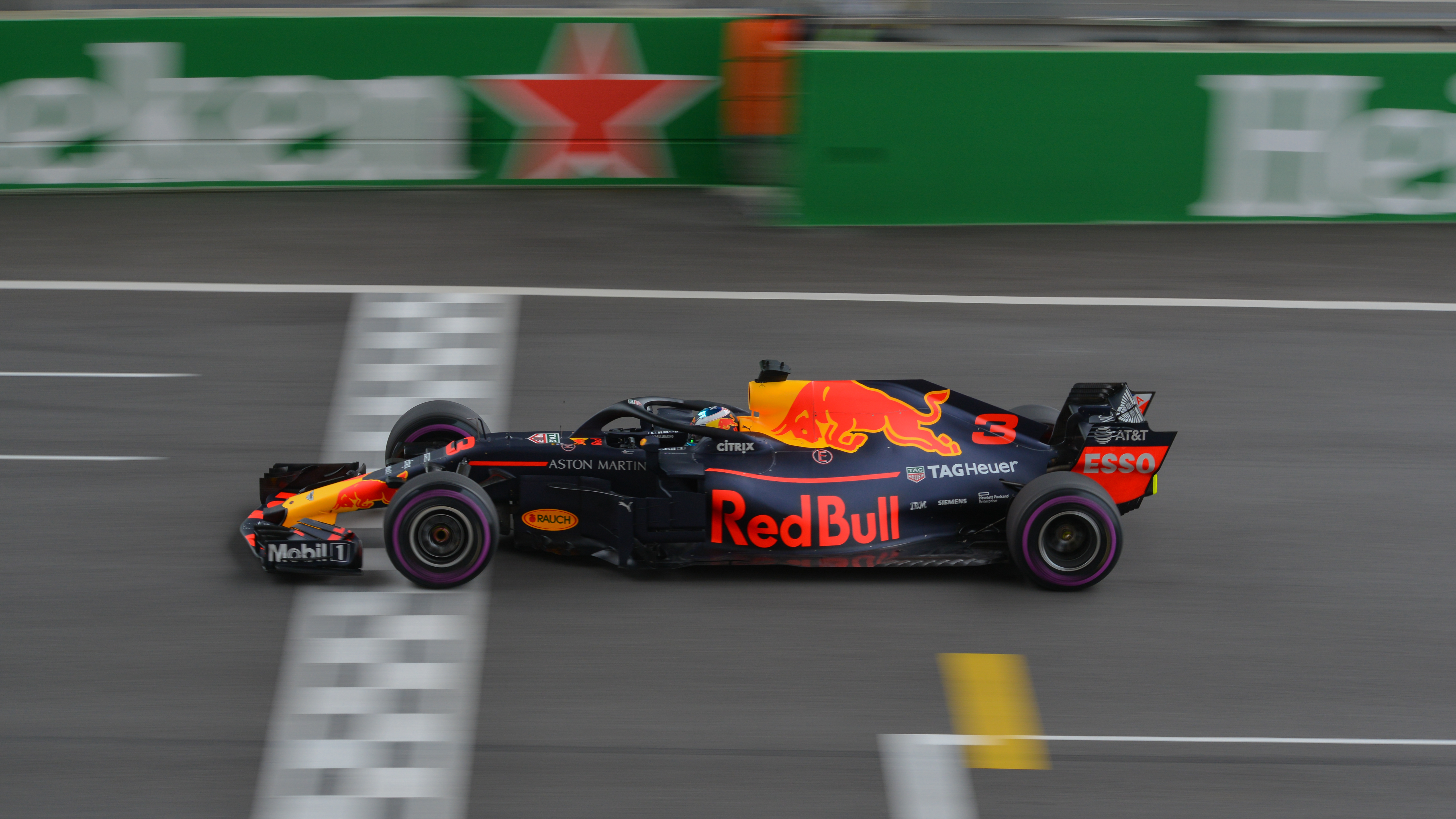
RB14（優勝した2018年中国GP）

ドライバーはリカルドとフェルスタッペンの両名が残留。マシンはRB13を使用する。アゼルバイジャンGPでリカルドが優勝を達成。しかし、度重なるトラブルに見舞われ、第8戦の段階では全チーム中最も周回数が少ないチームとなってしまった。特にフェルスタッペンはカナダGPからオーストリアGPまで3戦連続リタイアを喫した。秋以降はメルセデスやフェラーリと互角に戦えるほどに復調し、フェルスタッペンはマレーシアGPとメキシコGPで優勝した。しかしフェルスタッペンが復調すると今度はリカルドにトラブルが続出。終盤の4戦中3戦をトラブルでリタイアするなど最後まで信頼性の問題に悩まされる1年となった。ドライバーズランキングはリカルドが5位、フェルスタッペンが6位となった。9月25日、前年からスポンサーとして参画のイギリスの自動車メーカー・アストンマーティンと2018年からのタイトルスポンサー契約の締結を発表。アストンマーティン側は将来的にF1にエンジンサプライヤーとして参入することにも関心を寄せているとコメントした。
2018年
ドライバーはリカルドとフェルスタッペンが残留、マシンはRB14を使用する。この年も特にリカルド側にマシントラブルが続発する中、リカルドは第3戦中国GPで逆転勝利を果たし、第6戦モナコGPはMGU-Kのトラブルに見舞われながらもベッテルを抑えきり、ポール・トゥ・ウィンを飾った。フェルスタッペンは第9戦オーストリアGPおよび第19戦メキシコGPで勝利を収める。一方で第4戦アゼルバイジャンGPはリカルドとの激しいバトルの末に同士討ちとなってしまったが、その後は走りの荒さは影を潜め、シーズン終盤にはリカルドとフェルスタッペンのいずれかが6戦連続で「ドライバー・オブ・ザ・デイ」に選出された。年間ランキングは3位のままで終わったが、メルセデスとフェラーリとのポイント差は縮小した。
ルノーとのパワーユニット供給契約がこの年までであること、ジュニアチームのトロ・ロッソがホンダ製パワーユニット使用を開始したことで、翌年以降のパワーユニット選択に関する決断がルノー側から迫られたが、交渉の一貫でもあるが、早期決断をしないなど、これ以上両者の関係が継続しないことは示唆されていた。そして、6月19日にホンダと2020年までのパワーユニット供給契約を発表、ルノーとの関係は延べ12年で終止符が打たれることになった。クリスチャン・ホーナーは「今シーズンのホンダには大きな進歩が見られた。カナダGPで投入されたルノーとホンダの各新パワーユニットへの調査の結果、パワーユニット変更への決心が付いた」「ルノーの意向もあり、予定を繰り上げて発表した」「純粋に技術的な理由により、これが将来に向けて正しい動きであるという結論に達した」「初めて自動車メーカーと緊密に連携することになり、当初から車体とパワーユニットの融合を考慮したマシン造りができる」とコメントしている。なお、アストンマーティンとのタイトルスポンサー契約は継続する意向を示し、チーム名については後日発表となった。一方でルノーとは、ドイツGPでリカルドのパワーユニット交換の際に一部のパーツの交換しか許可されなかったことや、ハンガリーGPでのフェルスタッペンのパワーユニットが故障したことに、「標準以下のパワーユニット」とコメントしたのに対し、ルノー側は「2015年以降、彼らが語ることには目を通していない」「我々がもう彼らとは何の関係もないことは非常にはっきりとしている」と反論するなど、両者の関係は険悪なままであった。
8月3日、直前まで翌年への残留交渉を進めていたリカルドが一転してルノーへ移籍することを発表。その後、8月21日にリカルドの後任としてトロ・ロッソからピエール・ガスリーの昇格が発表された。

### 2019年 - 2021年 ホンダとの提携
2019年

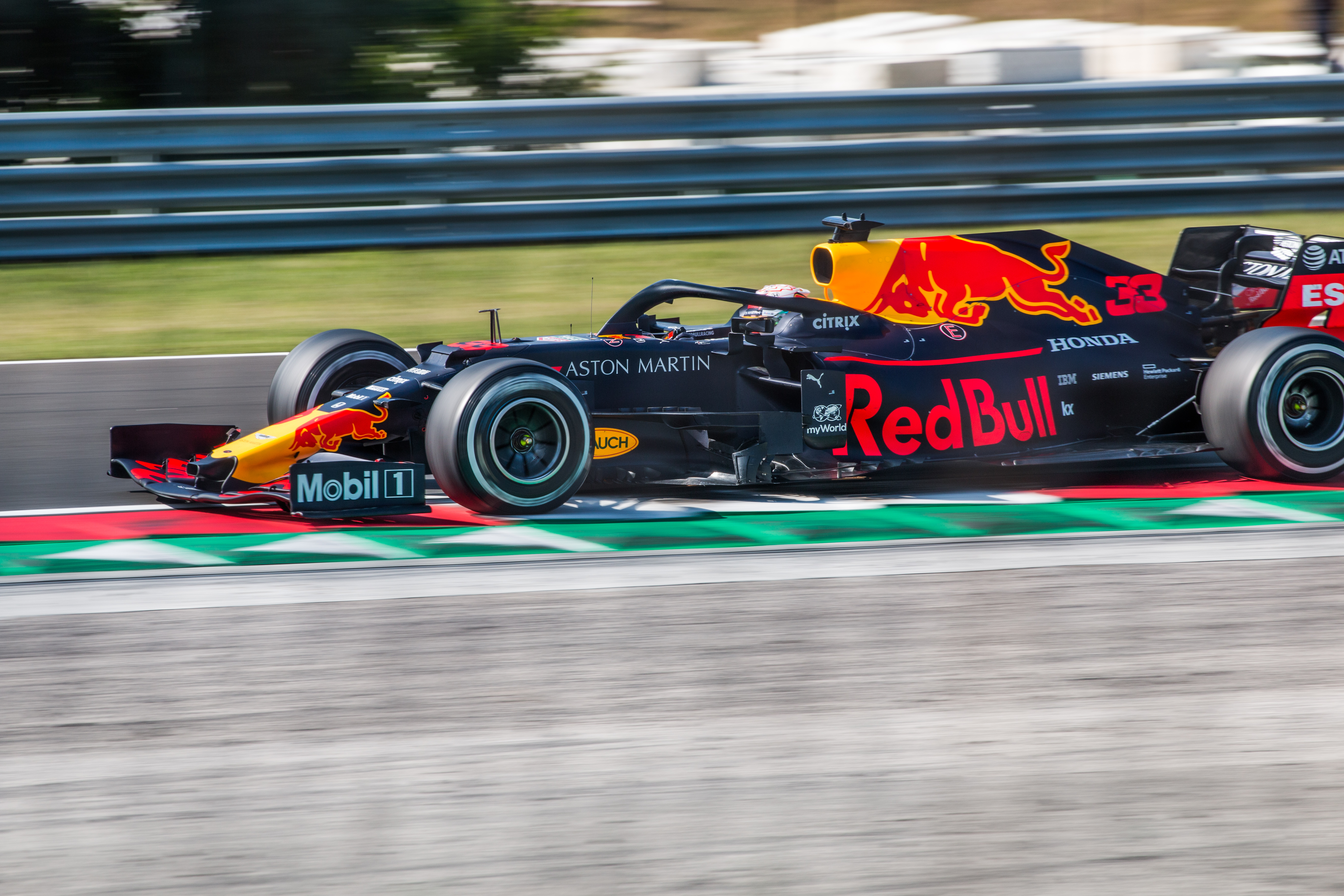
ホンダ製PU搭載 RB15

マシンは本年のRB15からホンダ製PUを搭載した。
プレシーズンテストで目立ったマシントラブルはなかったが、ガスリーが2度のクラッシュによりテスト計画に狂いが生じ、不安を残した。
開幕戦オーストラリアGPではフェルスタッペンが3位を獲得。ホンダとしては2008年イギリスGPのルーベンス・バリチェロ以来となる11年ぶりの表彰台を飾った。一方でヘルムート・マルコが「我々（のクルマ）はダウンフォースが小さすぎる。（前年のルノーエンジンの）パワー不足を補う必要があったからだ」「それは我々の想像の中には存在していなかった」と、ホンダ製PUのパワーを受け止めきれていないシャシーの問題もあると認めた。第2戦バーレーンGPでは終始マシンのセッティングが決まらずに2台とも表彰台圏外に終わり、ホンダの山本雅史は「（エイドリアン・）ニューウェイも「どうしてこうなんだ」と首を傾げている」と述べた。
第5戦スペインGPではフェルスタッペンが「メルセデスだけが今年のマシンを速く走らせる方法を理解している」と考察し、同GP終了後には「いたるところでメルセデスの方が僕らよりも速い」とシャシー性能の面でもレッドブルの不利を認め、信頼性は上がったものの戦闘力としてはメルセデスおよびフェラーリ勢に続く3番手の地位に留まる序盤戦となった。
オーストリアGPでフェルスタッペンが逆転勝利を飾り、ホンダに13年ぶりかつ第4期としては初の勝利を獲得し、ドイツGPでは目まぐるしく変わるコンディションをフェルスタッペンが制し勝利した。ハンガリーGPではフェルスタッペンが自身初であり、ホンダにとっては13年ぶりポールポジションを獲得。決勝ではタイヤ戦略で賭けに出たメルセデスのルイス・ハミルトンに最終的に敗れはしたものの、名勝負を繰り広げ2位表彰台を獲得した。
サマーブレイク期間の8月12日、トロ・ロッソで走っていたアレクサンダー・アルボンがドライバーとして昇格し、ガスリーがトロ・ロッソに入れ替わりの降格となったと発表された。これはフェルスタッペンとクビアトのトレードを彷彿とさせたが、アルボンのF1参戦期間及び出走回数を考慮すればそれを超える異例の判断となった。チーム側は「2020年以降のフェルスタッペンのチームメイトとして誰を起用するべきか決定するために、アルボンのパフォーマンスの評価を目的としている」とコメントし、2020年のフェルスタッペンのチームメイト選定と位置づけ、クビアトの一件を彷彿させる出来事もあった。
後半戦は一時、精彩を欠いたレースが続いたがブラジルGPでフェルスタッペンが2度目のポールポジションを獲得すると決勝でも快走し、シーズン3勝目を自身初のポールトゥウィンであげた。最終的にコンストラクターズは前年と同ポイントの3位となったが、フェルスタッペンはドライバーズランキングでフェラーリの2人を上回る3位を獲得した。レッドブル加入後のアルボンも表彰台獲得こそはなかったが、終盤に2位走行中にハミルトンに追突され後退したブラジルGPを除いた全戦で4位〜6位でフィニッシュするなど安定した結果を残した。また昨年まではPUを中心にマシントラブルでのリタイアが少なくなかったが、この年のマシントラブルが原因でのリタイアは第4戦のガスリーのトラブルのみであった。
2020年

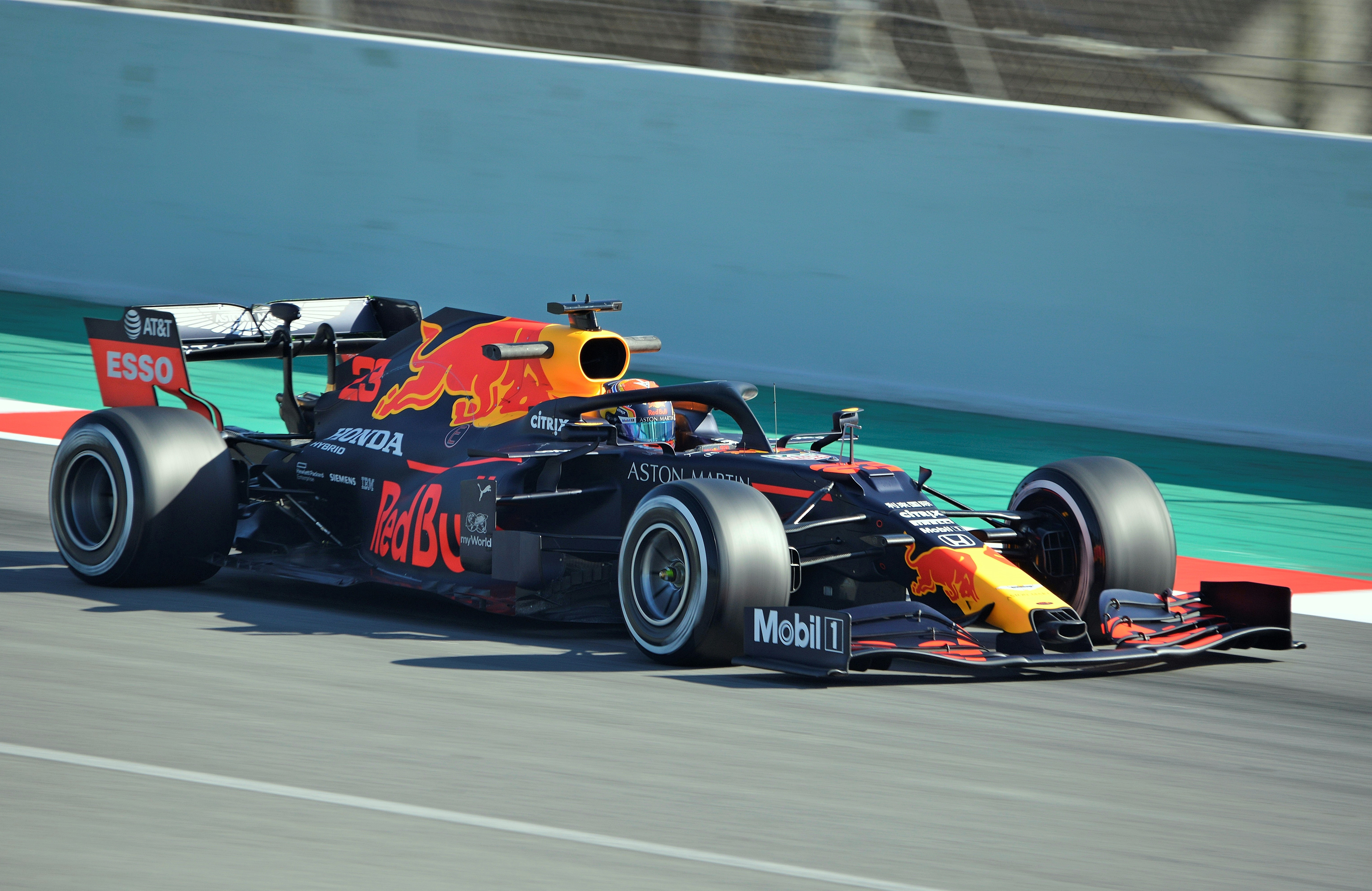
アレクサンダー・アルボンがドライブするRB16

マシンはホンダPU搭載としては2年目となるRB16を投入。ドライバーはフェルスタッペンとアルボンが残留。
開幕戦オーストリアGPでは、2台ともPUの電気系トラブルでリタイア。第2戦シュタイアーマルクGPでフェルスタッペンが今季初の表彰台を獲得するものの、メルセデスとの差は大きく、フェルスタッペンは表彰台の一角に食い込むものの、差を詰められない状況が続いた。それでも、第5戦70周年記念GPでフェルスタッペンがタイヤ戦略も駆使して優勝を飾った。ただし、タイトル争いという点では、第7戦ベルギーGPで3位を獲得し、第7戦終了時点ではドライバーズランキングは暫定2位となり、ポイント上では自力でタイトルを獲得できる可能性も残していた。しかし、第8戦イタリアGP、第9戦トスカーナGPと2戦続いてホンダPUにトラブルが発生しフェルスタッペンは2戦ともリタイアしてしまったため、この時点で自力で逆転できる可能性は消滅。最終的には第13戦エミリア・ロマーニャGPでのフェルスタッペンのリタイアによりタイトル獲得の可能性が完全に消滅することとなった。その一方で最終戦アブダビGPでフェルスタッペンがポール・トゥ・ウィンを飾りシーズンを終えた。
2020年をもって、タイトルスポンサーを務めたアストンマーティンが来シーズンよりレーシング・ポイントから名称を変える形でコンストラクターとして参戦するため、スポンサー契約を終了した。
2021年
マシンはホンダPU搭載としては3年目となるRB16Bを投入。ただし、新型コロナウイルス感染症の影響により、基本的に前年度のシャシーが持ち越すレギュレーションが可決されたため、マシン名の通り、2020年のRB16の延長線上のマシンとなる。ドライバーはフェルスタッペンは継続。アルボンは成績不振と判断されてリザーブドライバー兼テストドライバーに降格。代わってレーシング・ポイントから放出されたセルジオ・ペレスを起用した。
プレシーズンテストから好調で、少なくともメディアはテストでのマシンパフォーマンスだけ見れば、前年よりタイトルに近い位置にいると分析されていた。開幕戦バーレーンGPではフェルスタッペンがポールポジション（PP）を獲得するが、決勝ではハミルトンに僅差で敗れ2位に終わる。第2戦エミリア・ロマーニャGPではフェルスタッペンがハミルトンを逆転し今季初優勝するが、そこからの2戦はハミルトンの後塵を拝した。そんななか、市街地コースとなる第5戦モナコGPと第6戦アゼルバイジャンGPでは、前者は2番手スタートのフェルスタッペンが今季2勝目を挙げ、後者は最終盤に首位走行中のフェルスタッペンが突然左リアのバーストでクラッシュしリタイアとなるが、ここで2位であったペレスが首位へ浮上し今季初優勝を記録。また、第5戦終了時点でドライバーズ（フェルスタッペン）、コンストラクターズ両方のランキングにおけるポイントリーダーとなった。
第7戦フランスGPから第9戦オーストリアGPでは、フェルスタッペンが3戦連続PP獲得からの3連続ポール・トゥ・ウィンを飾り、レッドブルにとっては2013年以来となるチームとしての5連勝およびドライバー個人の3連勝も記録。また、フェルスタッペンにとっては第7戦はハットトリックでの優勝、第9戦はグランドスラムでの優勝となり、両方ともフェルスタッペンにとってはキャリア初記録となったうえ、グランドスラムに関しては最年少記録を更新することとなった。

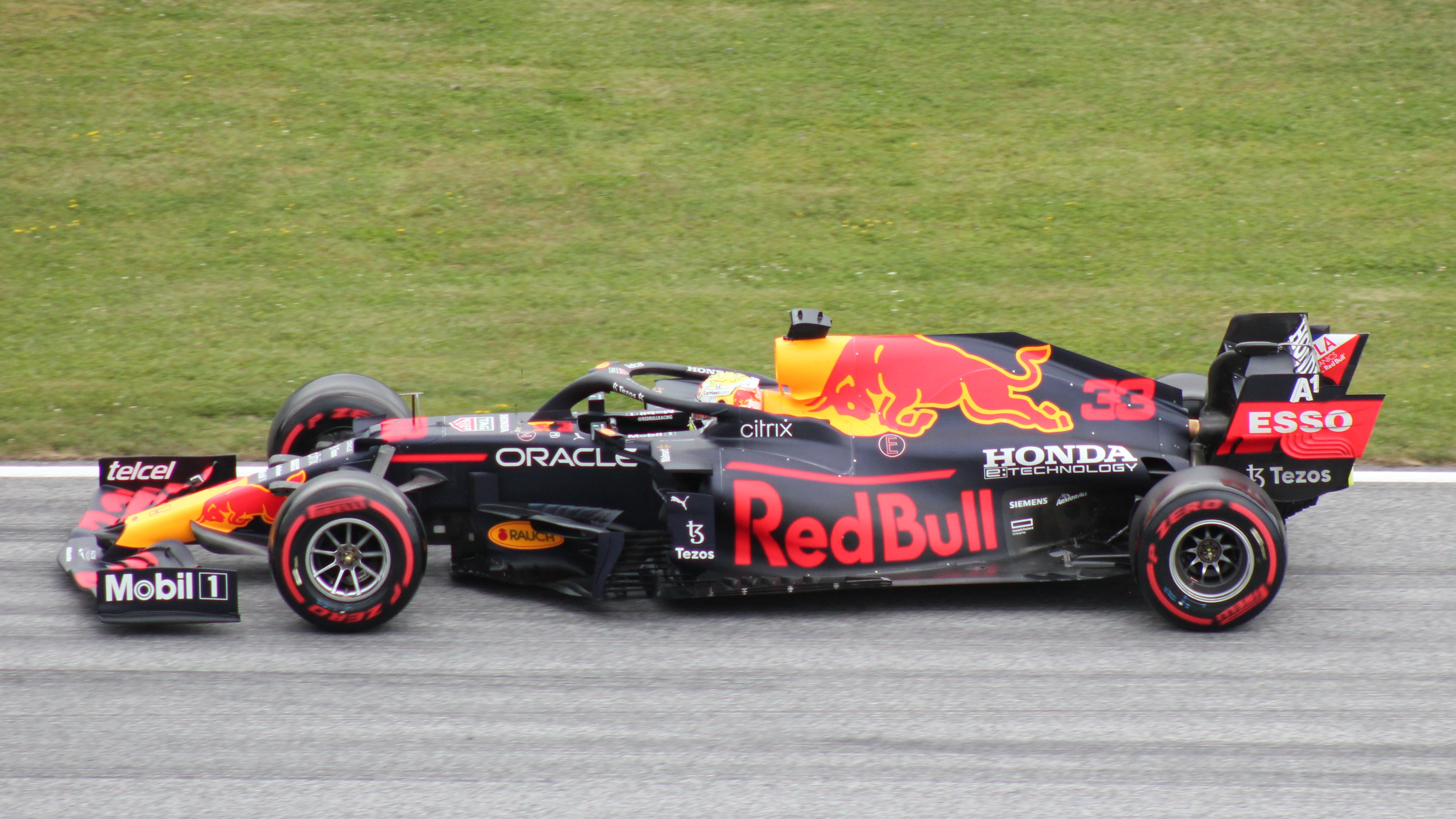
8年ぶりのドライバーズタイトルを獲得したRB16B

5連勝によって1レースで逆転できないポイント差を築くが、第10戦のフェルスタッペンのリタイア、第11戦の2台ともアクシデントに巻き込まれたことによってポイントを大きく失い、両タイトルのポイントリーダーの座はメルセデスに移った。サマーブレイク後のポイントリーダーの座だが、コンストラクターズの方はメルセデスが堅守し続けるも、ドライバーズタイトルは一進一退の争いとなり、第16戦の結果によりフェルスタッペンがポイントリーダーの座を奪取。第18戦でフェルスタッペンが今季9勝目を挙げ、2位ハミルトンに19ポイント差をつけた。だが、ハミルトンが3連勝という形で反撃し、最終戦をフェルスタッペン、ハミルトンが同点という状況で迎えることとなった。最終戦は、予選でフェルスタッペンがPPを獲得するも、決勝はハミルトンがスタートダッシュを決めて首位を独走。2位に落ちたフェルスタッペンは、ペレスの援護、VSC導入時のタイヤ交換によって得たタイヤの性能差を生かし猛追するも、決勝でのハミルトンのペースは速く、差をわずかに縮めるので精一杯という状況であった。しかし、レース終盤に接触事故によりセーフティカーが導入され、フェルスタッペンはタイヤ交換を実施。最終ラップ直前にレース再開となり、ステイアウトせざるをえなかったハミルトンを最後に逆転。そのままトップでチェッカーを受け、今季10勝目を挙げると共にレッドブルとしては2013年以来、ホンダF1としては第4期最終年でドライバーズタイトル獲得を果たすこととなった。ただしコンストラクターズの方は、第20戦終了時には5ポイント差まで詰めたが、第21戦でのペレスのリタイアによるノーポイントが響き、メルセデスが接戦を制してコンストラクターズタイトルを死守する結果となった。

### 2022年 - 2025年 HRCによる供給継続と第2次黄金期
2022年

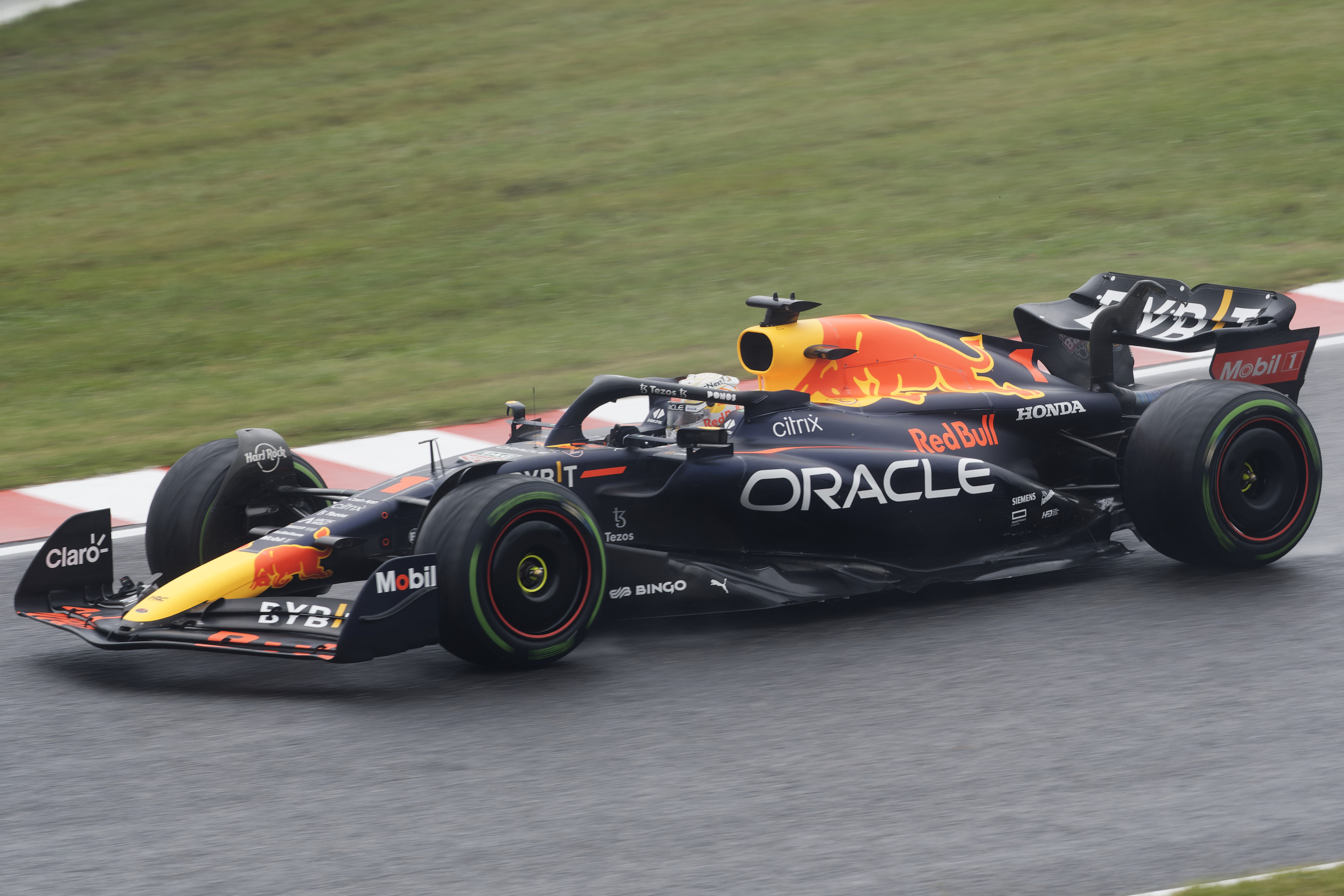
9年ぶりにダブルタイトルを獲得したRB18

ドライバーはフェルスタッペンとペレスの両名が残留。マシンはRB18を使用し、RB17は欠番となった。PUはこの年からレッドブル・パワートレインズ（以下RBPT）名義に変わったが、引き続きホンダ（この年からホンダ・レーシング（HRC）に移管）が2025年まで製造と供給を行うことになった。2021年にオラクルと複数年のパートナーシップ契約を締結していたが、今季の新車発表が行われた2月9日、オラクルとのタイトルスポンサー契約を発表。同日以降のチームのエントリー名は「オラクル・レッドブル・レーシング」へ変更された。開幕戦のバーレーンGPはフェルスタッペンが2位を走行中に燃料ラインの問題でリタイア(19位完走扱い)、ペレスも同様のトラブルでフィニッシュできず、第2戦サウジアラビアGPはフェルスタッペンが勝ったものの、第3戦オーストラリアGPはフェルスタッペンにPUトラブルが発生してリタイアするなど2勝したフェラーリに水をあけられる展開になった。しかし、ヨーロッパラウンドに入ってからフェルスタッペンが連勝を重ねて第18戦日本GPまでに12勝する強さを見せ、4戦を残して2022年のドライバーズタイトルを獲得し、連覇を達成した。第19戦アメリカGPではフェルスタッペンが2年連続で優勝し年間最多勝利数に並び、ペレスも4位フィニッシュ。この結果により2013年以来のコンストラクターズタイトルを獲得した。
2023年
ドライバーはフェルスタッペンとペレスが残留。PU名はこの年からホンダのバッジネームが付き「ホンダ・RBPT」に変更された。開幕戦バーレーンGPではレッドブル勢が圧倒的な速さを見せ、フェルスタッペンが優勝、ペレスが2位に続きワンツーフィニッシュを達成した。さらに第5戦マイアミGPから第15戦イタリアGPにかけて前人未到の10連勝を達成し、アルベルト・アスカリとセバスチャン・ベッテルが持っていた単独連勝記録を更新した。また、チームもイタリアGPでチームの開幕からの連勝記録を14に、前年の最終戦アブダビGPからの連勝記録を15に更新した。第17戦日本GPではメルセデスよりも多くポイントを獲得し、2年連続でコンスタラクターズタイトルを獲得した。次戦のカタールGPではスプリントレースでフェルスタッペンが3年連続となるドライバーズタイトルを獲得した。さらに第22戦ラスベガスGPでペレスがドライバーズランキング2位を確定させ、レッドブルにとっては初めてのドライバーズランキングでの1-2フィニッシュを達成した。この年勝てなかったのは第16戦シンガポールGPのみで、22戦21勝と圧倒的な結果を見せ、2016年に21戦19勝したメルセデスの年間最多勝利数と1988年に16戦15勝したマクラーレン・ホンダの年間勝率を上回った。
2024年
ドライバーは昨年同様にフェルスタッペンとペレスのコンビが続投。開幕2戦で1-2フィニッシュを達成し、その後も第10戦スペインGPまではフェルスタッペンが安定して勝利を積み重ねていたが、後半戦に入るとマクラーレンとフェラーリが急激な進化を見せる一方で、レッドブルは急激に戦闘力が低下し、優勝はおろか表彰台獲得にも苦労するようになり、ペレスに至ってはポイント獲得もままならなくなってしまう。前半戦の貯金もあってフェルスタッペンが何とか逃げ切り、第22戦ラスベガスGPで4年連続のドライバーズタイトルは確保したものの、マクラーレンとフェラーリに抜かれてコンストラクターズは3位に転落してしまった。人事面においても、5月にニューウェイがF1のデザイン作業から退き、翌年からアストンマーティンへの移籍が9月に発表された。シーズン後半にはスポーティングディレクターのジョナサン・ウィートリーもチームを離脱し、この年不振を極めたペレスの退団がシーズン終了後に決定するなど、失ったものが多かった年であった。
2025年
HRCによる供給最終年はフェルスタッペンが残留し、VCARB（レーシングブルズ）からリアム・ローソンが昇格したが、第3戦日本GPよりローソンが降格させられる形で交代し、レーシングブルズから角田裕毅が昇格した。両ドライバーとも新車RB21のウィンドウの狭さに悩まされ、フェルスタッペンは日本GPと出走回数400回を記録した第7戦エミリア・ロマーニャGPで優勝したが、他のレースでは表彰台がやっとで、角田に至っては入賞すらままならない状態が続く。ホームグランプリの第11戦オーストリアGPではフェルスタッペンがスタート直後の接触によりリタイア、角田も接触によるペナルティを受けて2周遅れの最下位で、連続ポイント獲得記録が77戦でストップする惨憺たる内容に終わった。翌週のイギリスGPではフェルスタッペンがポールポジションを獲得したが、決勝は雨でローダウンフォースのセッティングが裏目に出てスピンを喫して5位、角田はペース不足に悩まされ、前戦同様ペナルティを受けて1周遅れの最下位といいところがなかった。同GP終了後の7月9日、成績不振を受けてホーナーはチーム代表を解任され、レーシングブルズのチーム代表を務めるローラン・メキースを後任に据えた。しかし、その後も角田とレースエンジニアの意思疎通の齟齬が第13戦ベルギーGPと第14戦ハンガリーGPの2戦で続けて起き、低速コースのハンガリーGPでは両ドライバーとも弟チームのレーシングブルズよりパフォーマンスが劣るほどの苦戦を強いられた。

## エピソード
- 2009年からの活躍は目覚ましいものがあるが、ニューウェイが2014年にフェラーリから巨額のオファーを受けた際に「不振だからと言って去りたくはない、だが同じくらい、エンジン部門に片手を縛られているような状況にもいたくなかった」と率直に発言したり[104]、2015年にはレッドブル側がルノー首脳陣を公然と批判する[105]など、提携相手に容赦ない態度を示すことがしばし見られる。ルノーとの供給契約が切れる2018年にはトロ・ロッソへパワーユニット供給を開始したホンダへの変更が検討されたことに対し、ルノー側は変更のための最終期限を当初の5月15日から5月末まで伸ばしたものの、レッドブルは最短でも6月と応じず、痺れを切らしたルノーのシリル・アビテブールは「サプライヤーへのロイヤリティとコミットメントがない」と批判した[106]。
- ルノーとはPU導入後関係が険悪化したのとは対照的に、2019年からタッグを組むホンダとの関係は良好なものを構築しつつあり、先述のように2019年開幕戦後にシャシー側の問題がある事を認めたこともある[38]。
- レッドブル・ジュニアチームとして自前の育成ドライバーを保持し、ベッテルやフェルスタッペンという青田買いの成功例がある一方で、成績の出せないドライバーは容赦なく解雇することから「大虐殺だ[107]」「残酷な面がある[108]」というコメントもある。なお、参戦開始した2005年から現在に至るまでレギュラードライバーはほぼレッドブル傘下のドライバーを起用し続けており、直接のスポンサードを受けていないドライバーは、チーム発足時に加入したクルサード、2007年に移籍してきたウェバー[109]、2021年のドライバーとして起用されたセルジオ・ペレス[110]のみ。トロ・ロッソ、アルファタウリを含めても2008年に在籍したセバスチャン・ボーデ、2023年に加入したニック・デ・フリースのみである。残酷な面もあるがF1ドライバーへの道筋が他の育成ドライバーより確立されていることや成績を基準に判断されているため、その方針については認める声もある[108]。
- 2016年1月、オーストリアのスキーコースで雪上デモ走行を行った[111]。ドライバーはマックス・フェルスタッペン。
- レッドブル公式サイトで、自社保有の2チームの活動を紹介しているのはもちろんのこと、無関係のチームやドライバーに関する記事も度々アップしている。例として2019年にマクラーレンから10代F1デビューを果たしたランド・ノリスを特集した記事をアップしている[112]。
- 2023年第12戦ベルギーグランプリにて、1988年にマクラーレン・ホンダによって打ち立てられた開幕からの連続優勝記録である11戦を突破し、35年振りの記録更新という快挙を成し遂げた。

## 変遷表
| 年   | エントリー名                               | シャシー | エンジン                                        | タイヤ | No. | ドライバー                 | Pts.  | WCC  | Wins |
| ---- | ------------------------------------------ | -------- | ----------------------------------------------- | ------ | --- | -------------------------- | ----- | ---- | ---- |
| 2005 | レッドブル・レーシング                     | RB1      | コスワース TJ2005 3.0L V10                      | M      | 14  | デビッド・クルサード       | 34    | 7位  | 0    |
| 2005 | レッドブル・レーシング                     | RB1      | コスワース TJ2005 3.0L V10                      | M      | 15  | クリスチャン・クリエン     | 34    | 7位  | 0    |
| 2005 | レッドブル・レーシング                     | RB1      | コスワース TJ2005 3.0L V10                      | M      | 15  | ヴィタントニオ・リウッツィ | 34    | 7位  | 0    |
| 2006 | レッドブル・レーシング                     | RB2      | フェラーリ 056 2.4L V8                          | M      | 14  | デビッド・クルサード       | 16    | 7位  | 0    |
| 2006 | レッドブル・レーシング                     | RB2      | フェラーリ 056 2.4L V8                          | M      | 15  | クリスチャン・クリエン     | 16    | 7位  | 0    |
| 2006 | レッドブル・レーシング                     | RB2      | フェラーリ 056 2.4L V8                          | M      | 15  | ロバート・ドーンボス       | 16    | 7位  | 0    |
| 2007 | レッドブル・レーシング                     | RB3      | ルノー RS27 2.4L V8                             | B      | 14  | デビッド・クルサード       | 24    | 5位  | 0    |
| 2007 | レッドブル・レーシング                     | RB3      | ルノー RS27 2.4L V8                             | B      | 15  | マーク・ウェバー           | 24    | 5位  | 0    |
| 2008 | レッドブル・レーシング                     | RB4      | ルノー RS27 2.4L V8                             | B      | 9   | デビッド・クルサード       | 29    | 7位  | 0    |
| 2008 | レッドブル・レーシング                     | RB4      | ルノー RS27 2.4L V8                             | B      | 10  | マーク・ウェバー           | 29    | 7位  | 0    |
| 2009 | レッドブル・レーシング                     | RB5      | ルノー RS27 2.4L V8                             | B      | 14  | マーク・ウェバー           | 153.5 | 2位  | 6    |
| 2009 | レッドブル・レーシング                     | RB5      | ルノー RS27 2.4L V8                             | B      | 15  | セバスチャン・ベッテル     | 153.5 | 2位  | 6    |
| 2010 | レッドブル・レーシング                     | RB6      | ルノー RS27-2010 2.4L V8                        | B      | 5   | セバスチャン・ベッテル     | 498   | 1位  | 9    |
| 2010 | レッドブル・レーシング                     | RB6      | ルノー RS27-2010 2.4L V8                        | B      | 6   | マーク・ウェバー           | 498   | 1位  | 9    |
| 2011 | レッドブル・レーシング                     | RB7      | ルノー RS27-2011 2.4L V8                        | P      | 1   | セバスチャン・ベッテル     | 650   | 1位  | 12   |
| 2011 | レッドブル・レーシング                     | RB7      | ルノー RS27-2011 2.4L V8                        | P      | 2   | マーク・ウェバー           | 650   | 1位  | 12   |
| 2012 | レッドブル・レーシング                     | RB8      | ルノー RS27-2012 2.4L V8                        | P      | 1   | セバスチャン・ベッテル     | 460   | 1位  | 7    |
| 2012 | レッドブル・レーシング                     | RB8      | ルノー RS27-2012 2.4L V8                        | P      | 2   | マーク・ウェバー           | 460   | 1位  | 7    |
| 2013 | インフィニティ・レッドブル・レーシング     | RB9      | ルノー RS27-2013 2.4L V8                        | P      | 1   | セバスチャン・ベッテル     | 596   | 1位  | 13   |
| 2013 | インフィニティ・レッドブル・レーシング     | RB9      | ルノー RS27-2013 2.4L V8                        | P      | 2   | マーク・ウェバー           | 596   | 1位  | 13   |
| 2014 | インフィニティ・レッドブル・レーシング     | RB10     | ルノー エナジーF1-2014 1.6L V6 t                | P      | 1   | セバスチャン・ベッテル     | 405   | 2位  | 3    |
| 2014 | インフィニティ・レッドブル・レーシング     | RB10     | ルノー エナジーF1-2014 1.6L V6 t                | P      | 3   | ダニエル・リカルド         | 405   | 2位  | 3    |
| 2015 | インフィニティ・レッドブル・レーシング     | RB11     | ルノー エナジーF1-2015 1.6L V6 t                | P      | 3   | ダニエル・リカルド         | 187   | 4位  | 0    |
| 2015 | インフィニティ・レッドブル・レーシング     | RB11     | ルノー エナジーF1-2015 1.6L V6 t                | P      | 26  | ダニール・クビアト         | 187   | 4位  | 0    |
| 2016 | レッドブル・レーシング                     | RB12     | タグ・ホイヤー （ルノー R.E.16） 1.6L V6 t      | P      | 3   | ダニエル・リカルド         | 468   | 2位  | 2    |
| 2016 | レッドブル・レーシング                     | RB12     | タグ・ホイヤー （ルノー R.E.16） 1.6L V6 t      | P      | 26  | ダニール・クビアト         | 468   | 2位  | 2    |
| 2016 | レッドブル・レーシング                     | RB12     | タグ・ホイヤー （ルノー R.E.16） 1.6L V6 t      | P      | 33  | マックス・フェルスタッペン | 468   | 2位  | 2    |
| 2017 | レッドブル・レーシング                     | RB13     | タグ・ホイヤー （ルノー R.E.17） 1.6L V6 t      | P      | 3   | ダニエル・リカルド         | 368   | 3位  | 3    |
| 2017 | レッドブル・レーシング                     | RB13     | タグ・ホイヤー （ルノー R.E.17） 1.6L V6 t      | P      | 33  | マックス・フェルスタッペン | 368   | 3位  | 3    |
| 2018 | アストンマーティン・レッドブル・レーシング | RB14     | タグ・ホイヤー （ルノー R.E.18） 1.6L V6 t      | P      | 3   | ダニエル・リカルド         | 419   | 3位  | 4    |
| 2018 | アストンマーティン・レッドブル・レーシング | RB14     | タグ・ホイヤー （ルノー R.E.18） 1.6L V6 t      | P      | 33  | マックス・フェルスタッペン | 419   | 3位  | 4    |
| 2019 | アストンマーティン・レッドブル・レーシング | RB15     | ホンダ RA619H 1.6L V6 t                         | P      | 33  | マックス・フェルスタッペン | 417   | 3位  | 3    |
| 2019 | アストンマーティン・レッドブル・レーシング | RB15     | ホンダ RA619H 1.6L V6 t                         | P      | 10  | ピエール・ガスリー         | 417   | 3位  | 3    |
| 2019 | アストンマーティン・レッドブル・レーシング | RB15     | ホンダ RA619H 1.6L V6 t                         | P      | 23  | アレクサンダー・アルボン   | 417   | 3位  | 3    |
| 2020 | アストンマーティン・レッドブル・レーシング | RB16     | ホンダ RA620H 1.6L V6 t                         | P      | 33  | マックス・フェルスタッペン | 319   | 2位  | 2    |
| 2020 | アストンマーティン・レッドブル・レーシング | RB16     | ホンダ RA620H 1.6L V6 t                         | P      | 23  | アレクサンダー・アルボン   | 319   | 2位  | 2    |
| 2021 | レッドブル・レーシング・ホンダ             | RB16B    | ホンダ RA621H 1.6L V6 t                         | P      | 33  | マックス・フェルスタッペン | 585.5 | 2位  | 11   |
| 2021 | レッドブル・レーシング・ホンダ             | RB16B    | ホンダ RA621H 1.6L V6 t                         | P      | 11  | セルジオ・ペレス           | 585.5 | 2位  | 11   |
| 2022 | オラクル・レッドブル・レーシング           | RB18     | レッドブル・パワートレインズ RBPTH001 1.6L V6 t | P      | 1   | マックス・フェルスタッペン | 759   | 1位  | 17   |
| 2022 | オラクル・レッドブル・レーシング           | RB18     | レッドブル・パワートレインズ RBPTH001 1.6L V6 t | P      | 11  | セルジオ・ペレス           | 759   | 1位  | 17   |
| 2023 | オラクル・レッドブル・レーシング           | RB19     | ホンダ・RBPTH001 1.6L V6 t                      | P      | 1   | マックス・フェルスタッペン | 860   | 1位  | 21   |
| 2023 | オラクル・レッドブル・レーシング           | RB19     | ホンダ・RBPTH001 1.6L V6 t                      | P      | 11  | セルジオ・ペレス           | 860   | 1位  | 21   |
| 2024 | オラクル・レッドブル・レーシング           | RB20     | ホンダ・RBPTH002 1.6L V6 t                      | P      | 1   | マックス・フェルスタッペン | 589   | 3位  | 9    |
| 2024 | オラクル・レッドブル・レーシング           | RB20     | ホンダ・RBPTH002 1.6L V6 t                      | P      | 11  | セルジオ・ペレス           | 589   | 3位  | 9    |
| 2025 | オラクル・レッドブル・レーシング           | RB21     | ホンダ・RBPTH003 1.6L V6 t                      | P      | 1   | マックス・フェルスタッペン | 194*  | 4位* | 2*   |
| 2025 | オラクル・レッドブル・レーシング           | RB21     | ホンダ・RBPTH003 1.6L V6 t                      | P      | 30  | リアム・ローソン           | 194*  | 4位* | 2*   |
| 2025 | オラクル・レッドブル・レーシング           | RB21     | ホンダ・RBPTH003 1.6L V6 t                      | P      | 22  | 角田裕毅                   | 194*  | 4位* | 2*   |

- ドライバーの太字はその年のドライバーズチャンピオン。
- ポイント及び順位の太字はその年のコンストラクターズチャンピオン。勝利数の太字はその年の最多勝利数。
- * - 今シーズンの順位（現時点）。

## 車両ギャラリー
- ハイノーズ型（2005年 - 2013年）

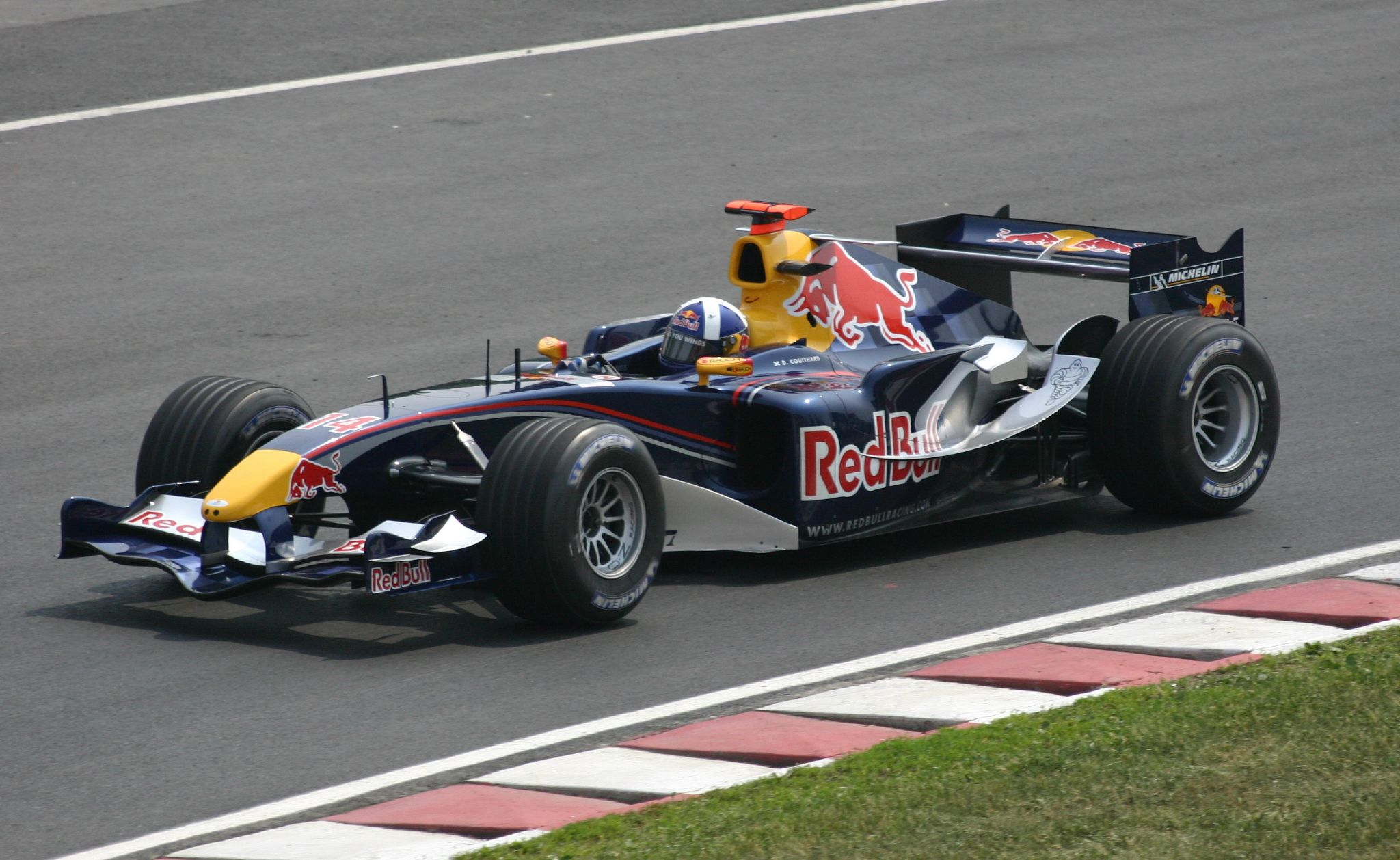
RB1 コスワース
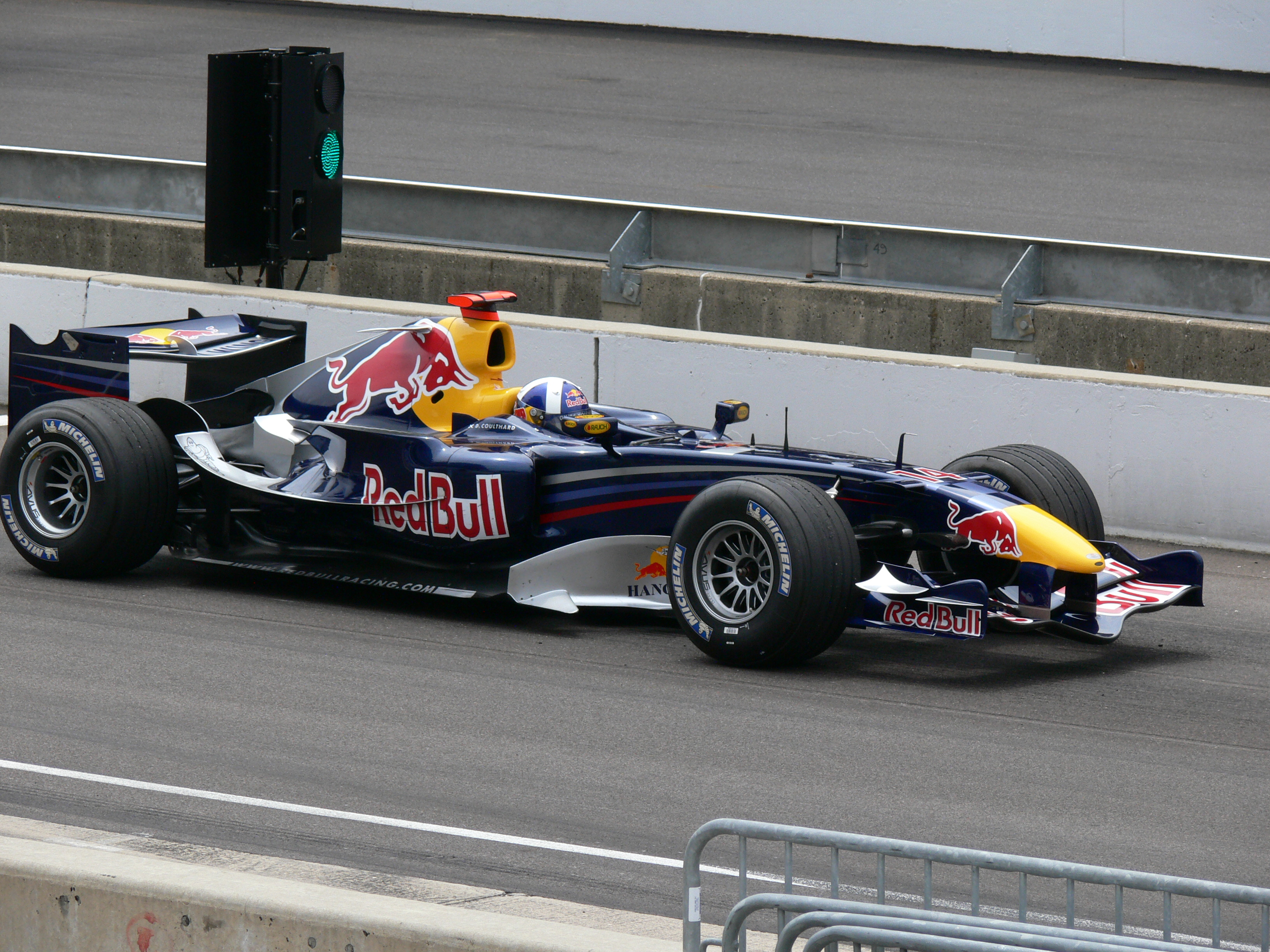
RB2 フェラーリ
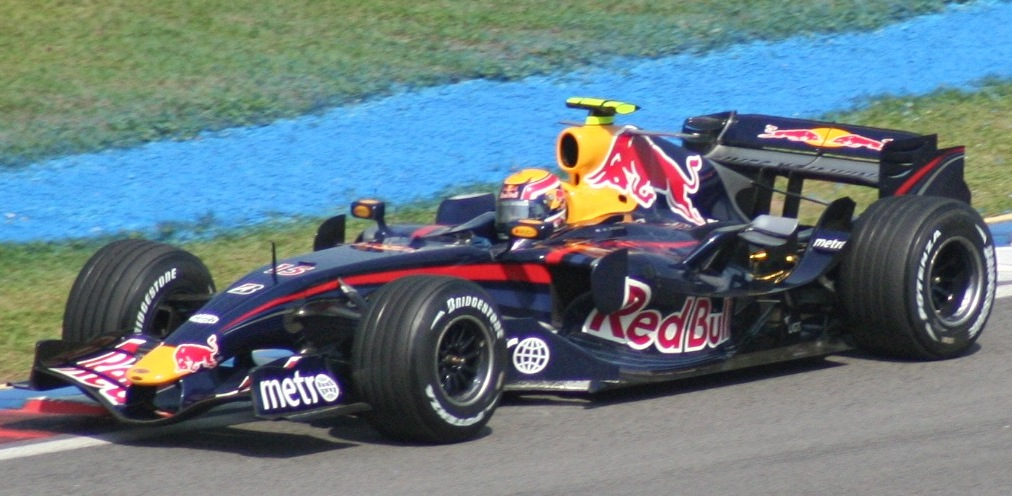
RB3 ルノー
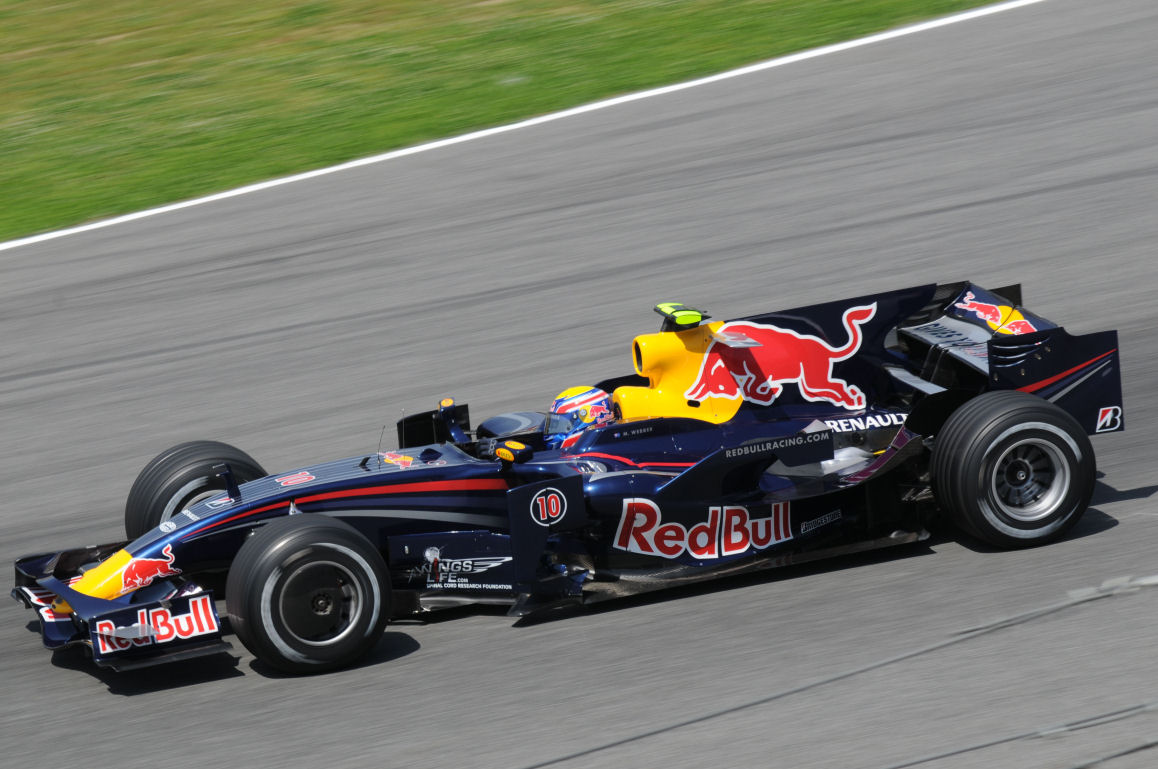
RB4 ルノー
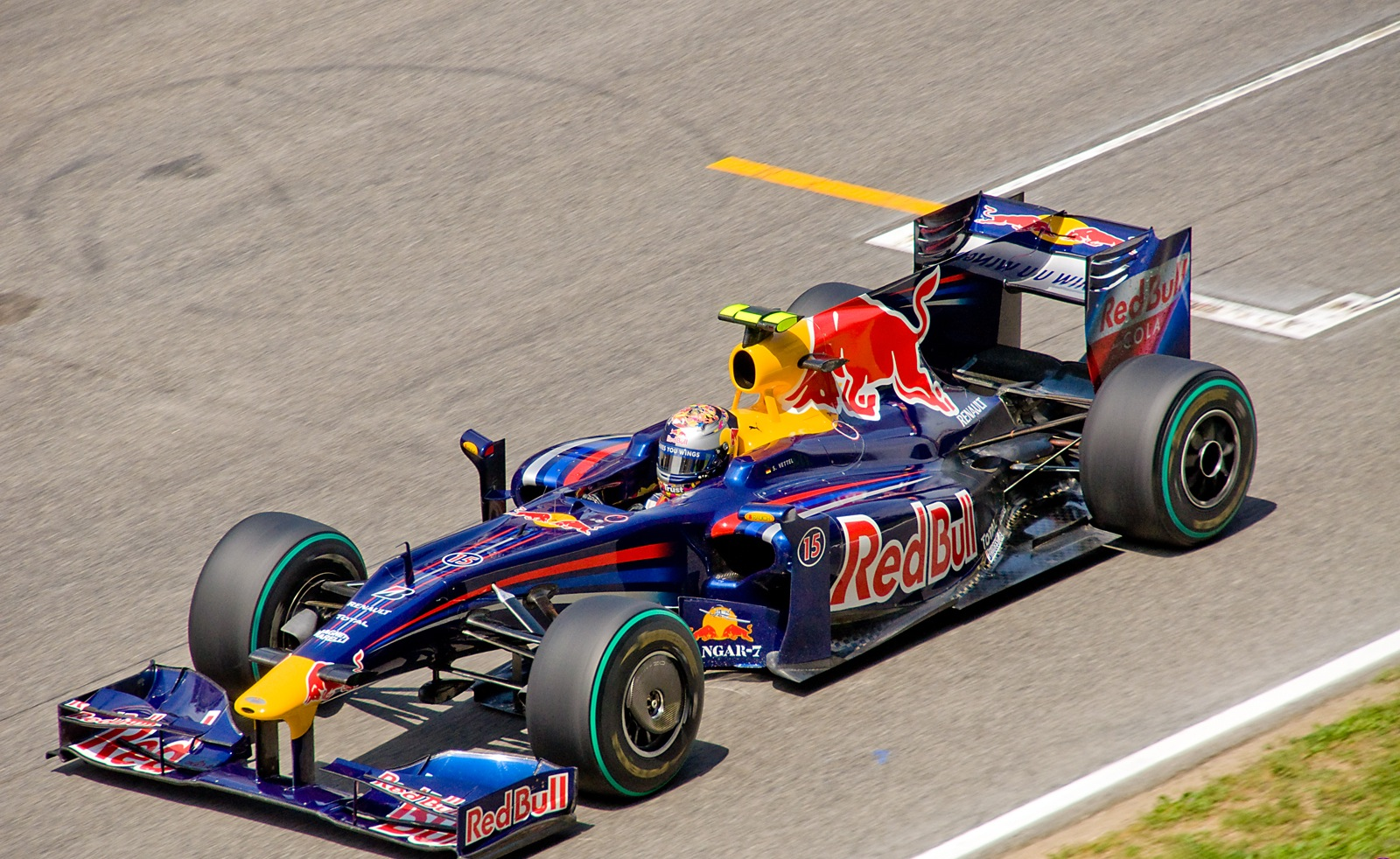
RB5 ルノー
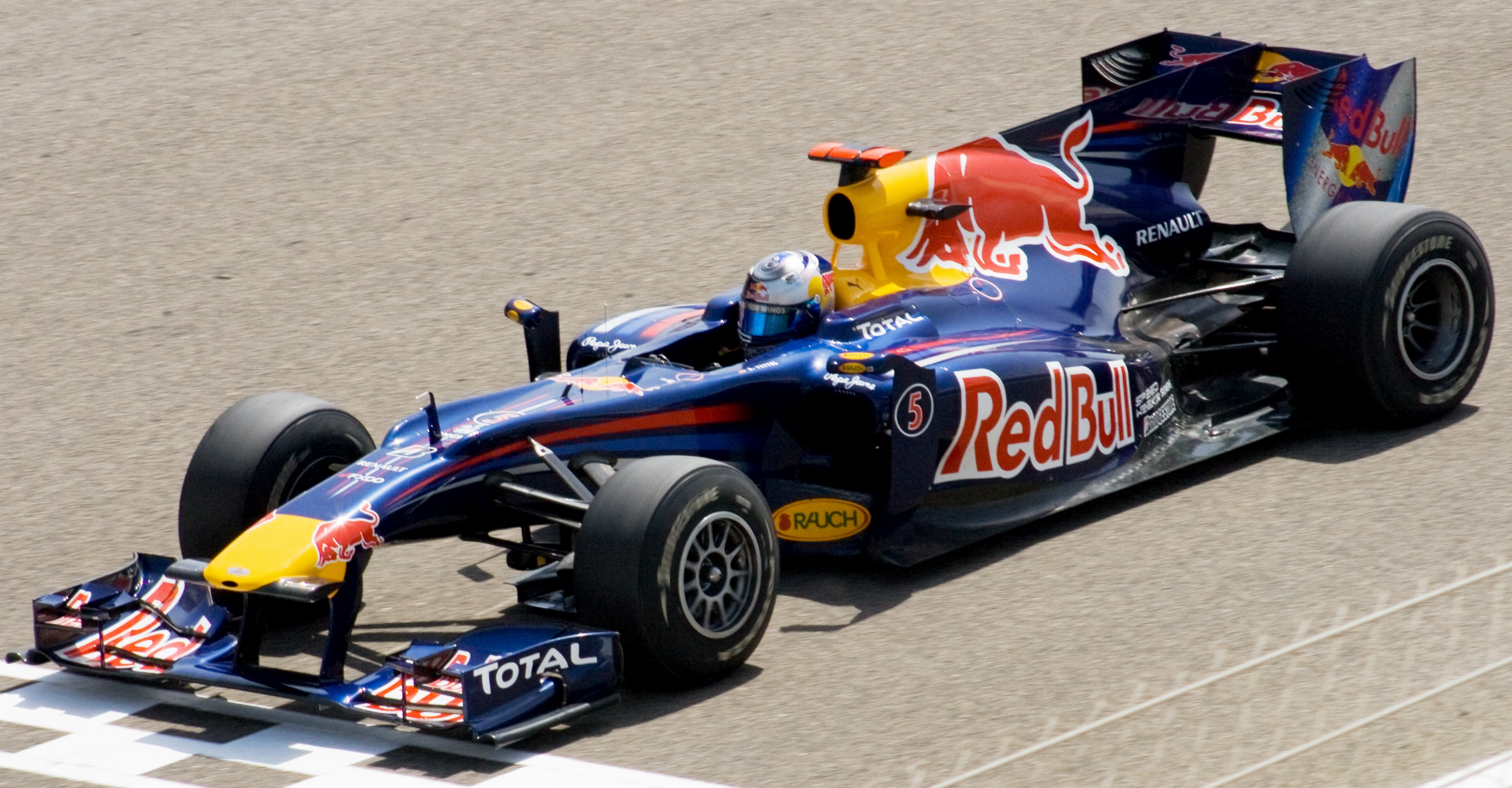
RB6 ルノー
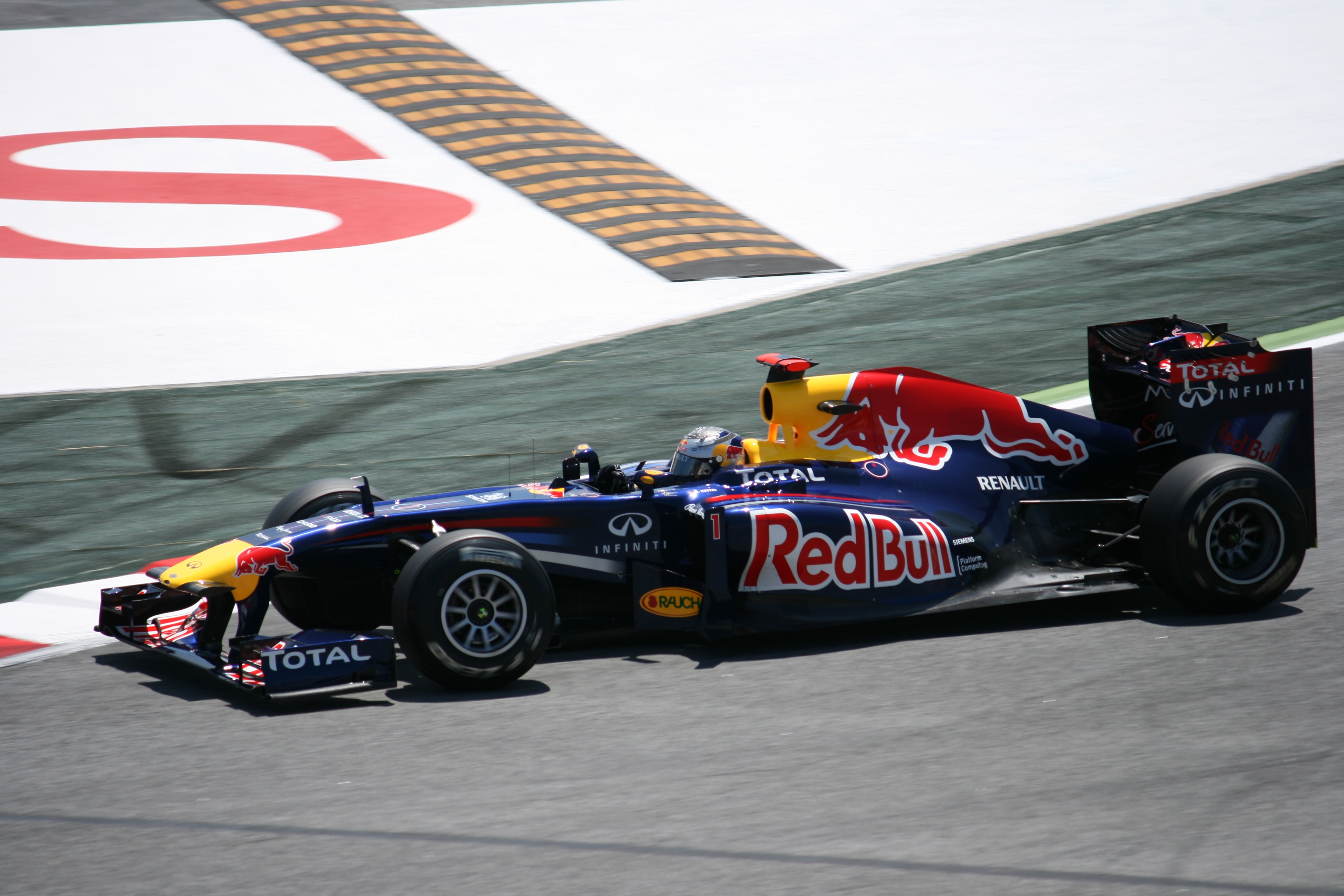
RB7 ルノー
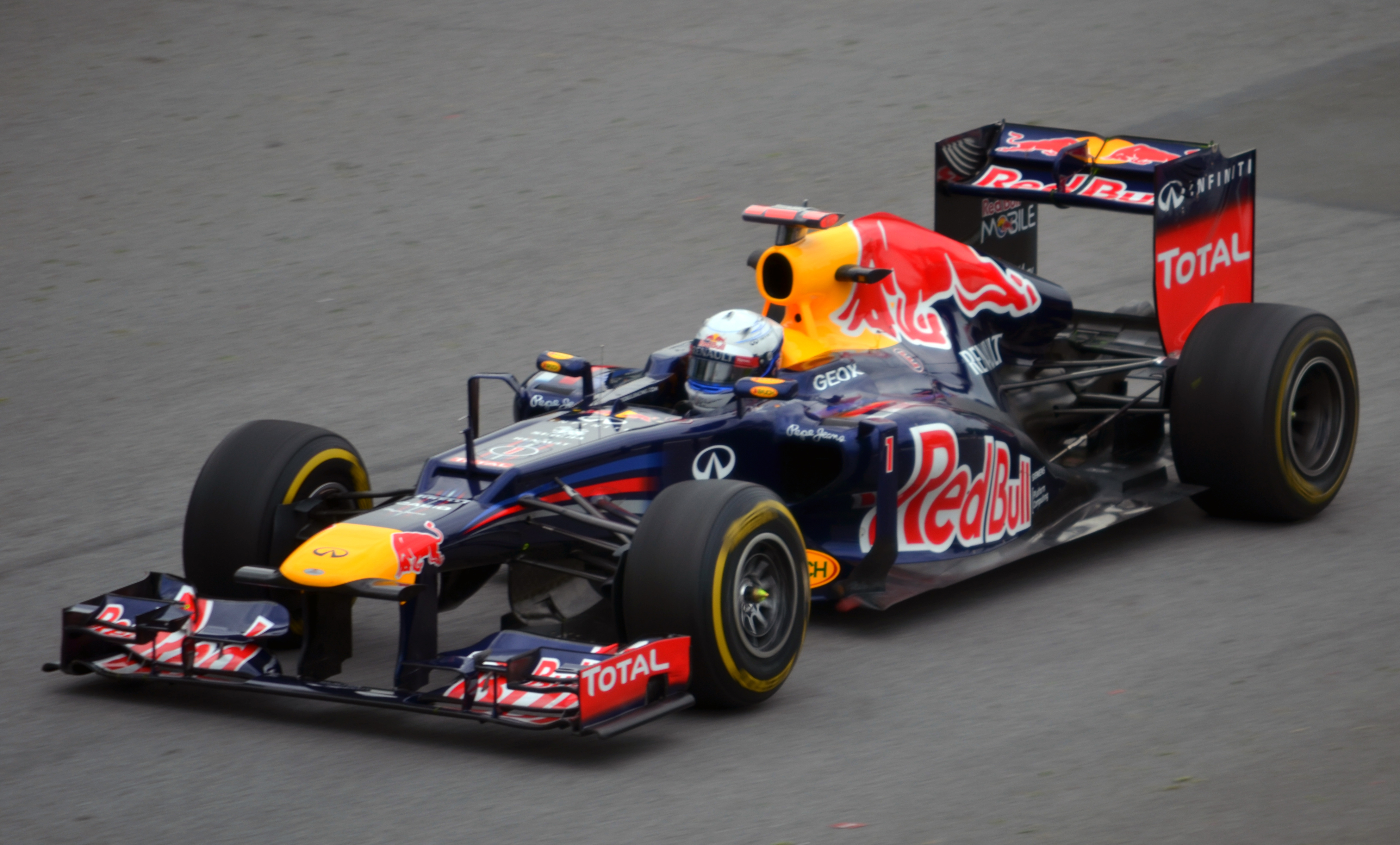
RB8 ルノー
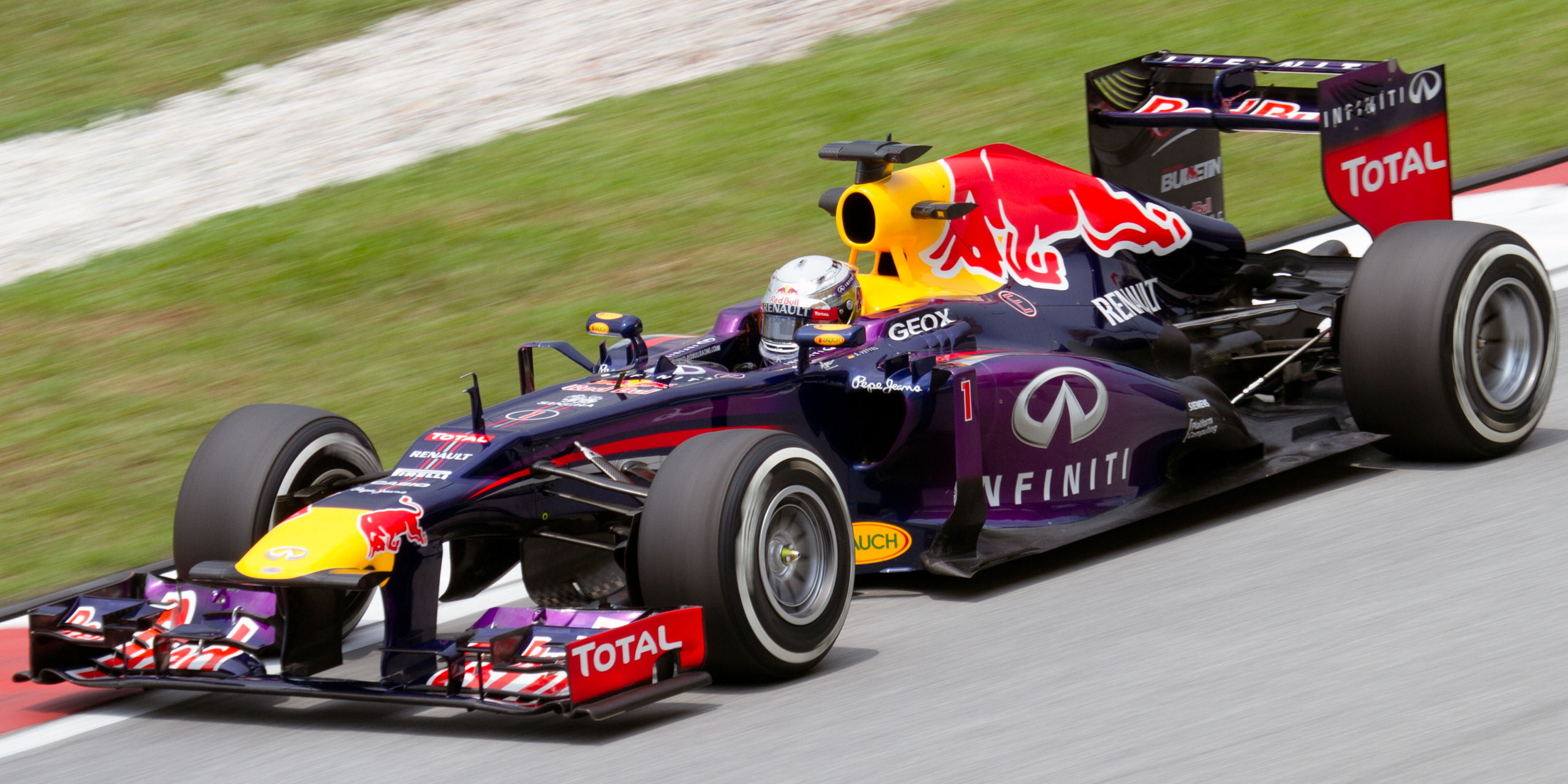
RB9 ルノー

- パワーユニット型（2014年 - 2021年）

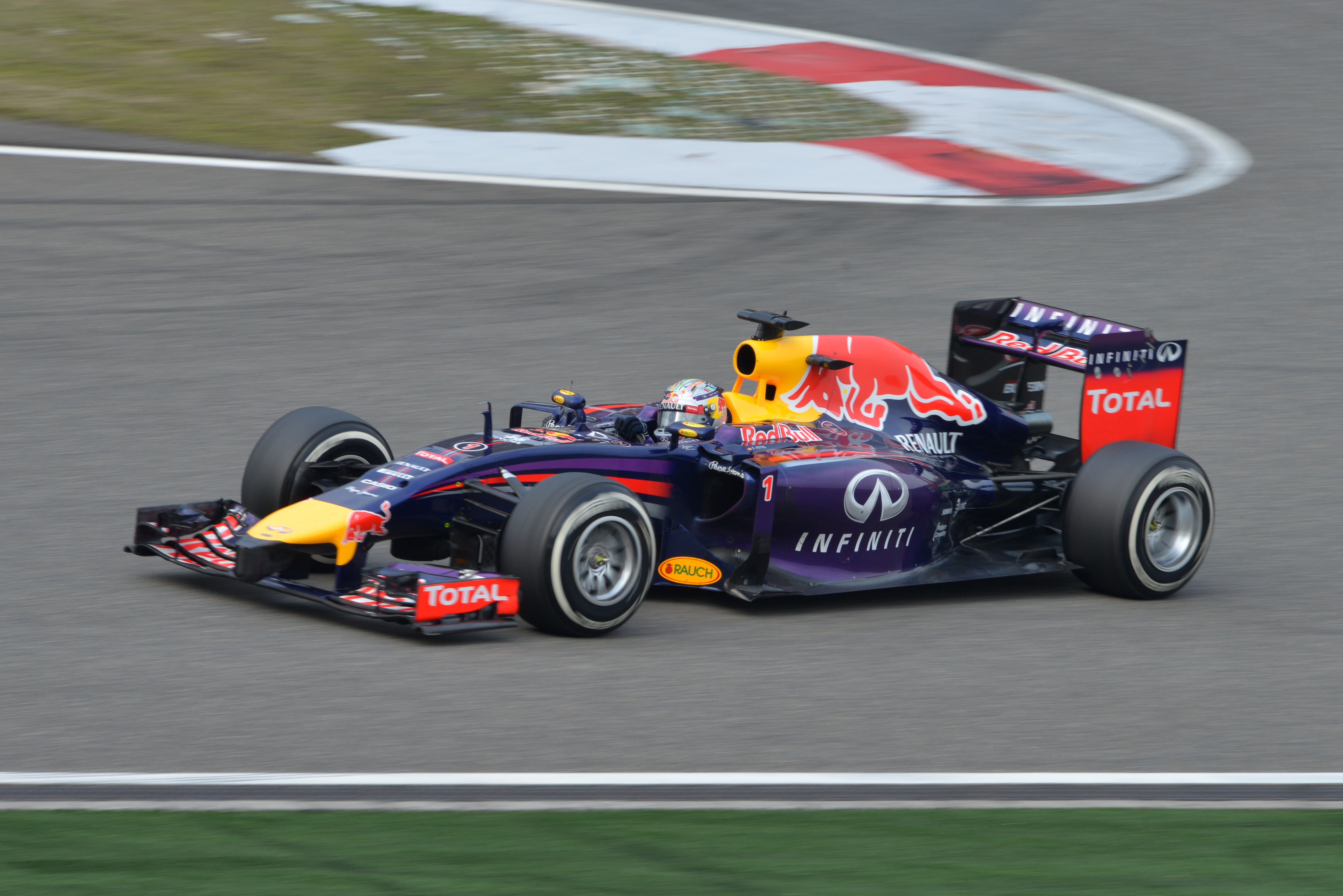
RB10 ルノー
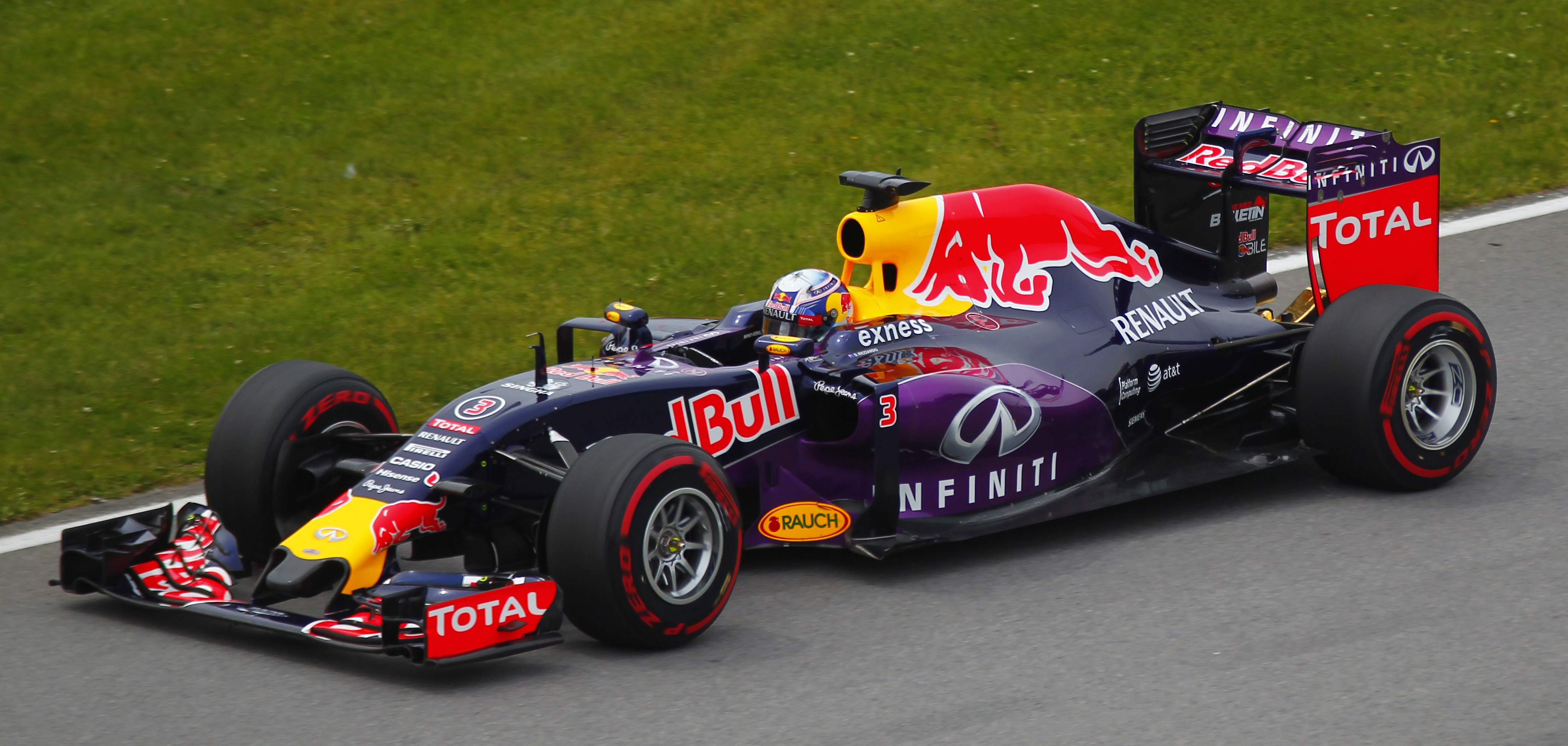
RB11 ルノー
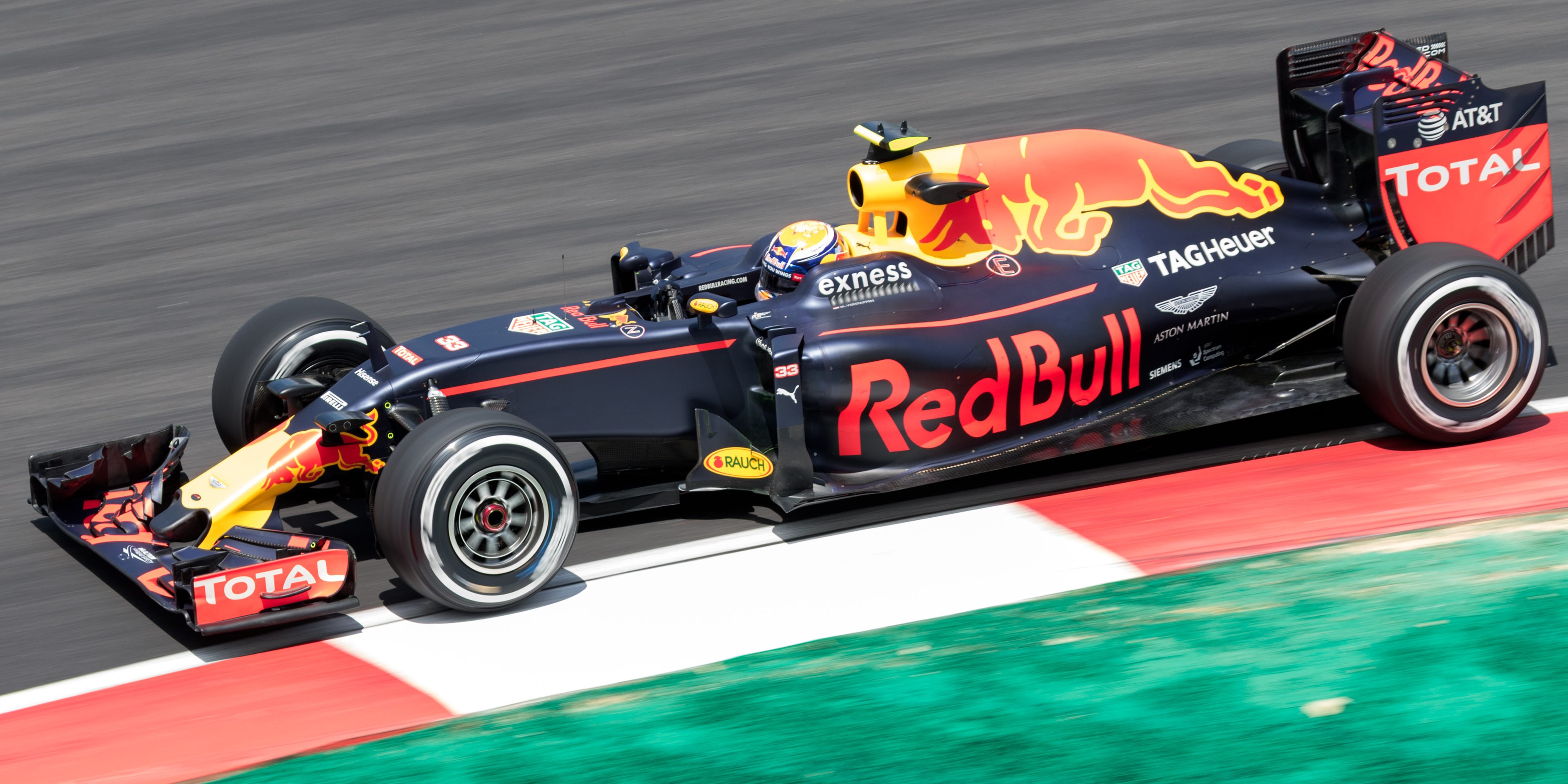
RB12 タグ・ホイヤー
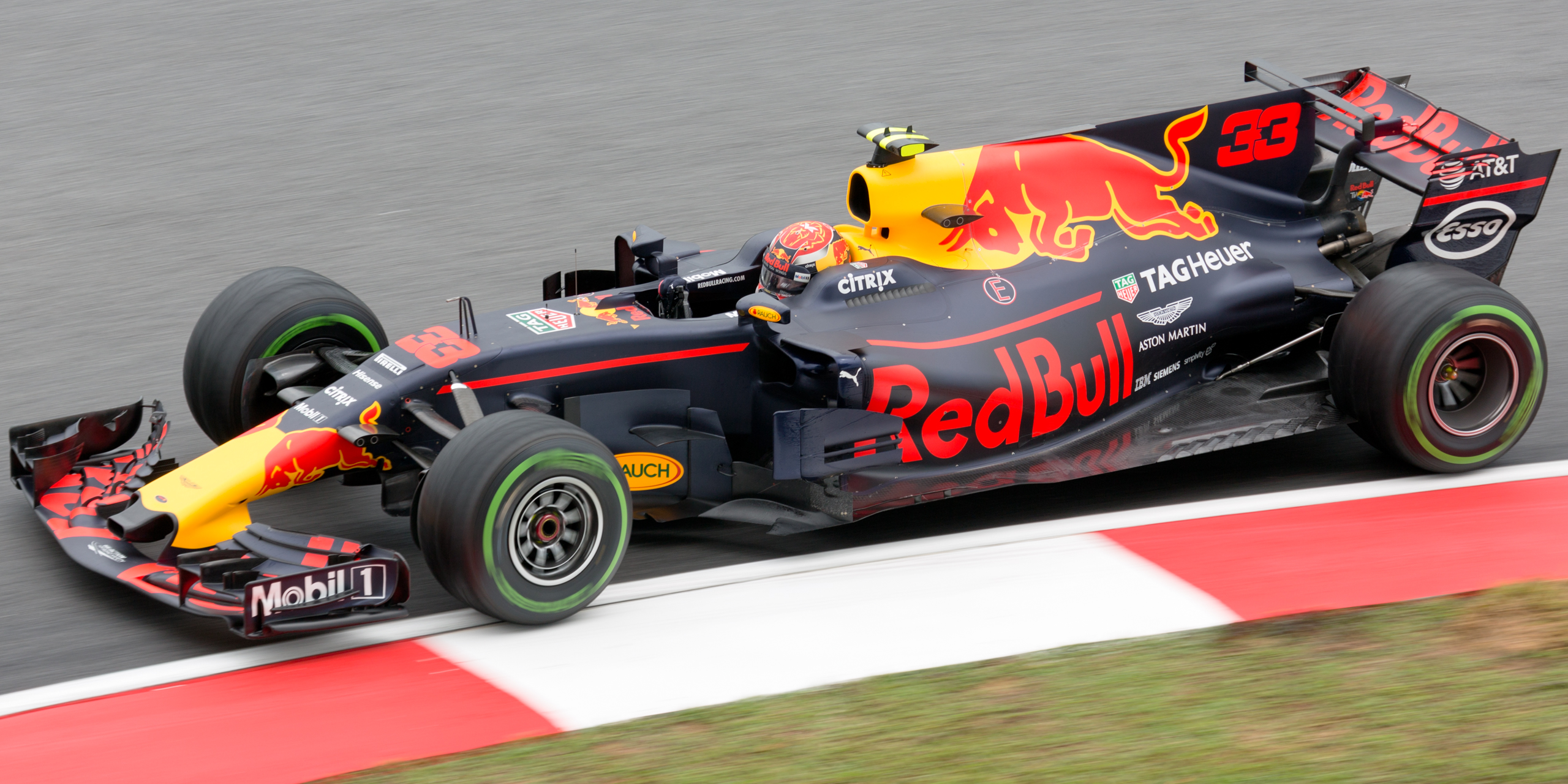
RB13 タグ・ホイヤー
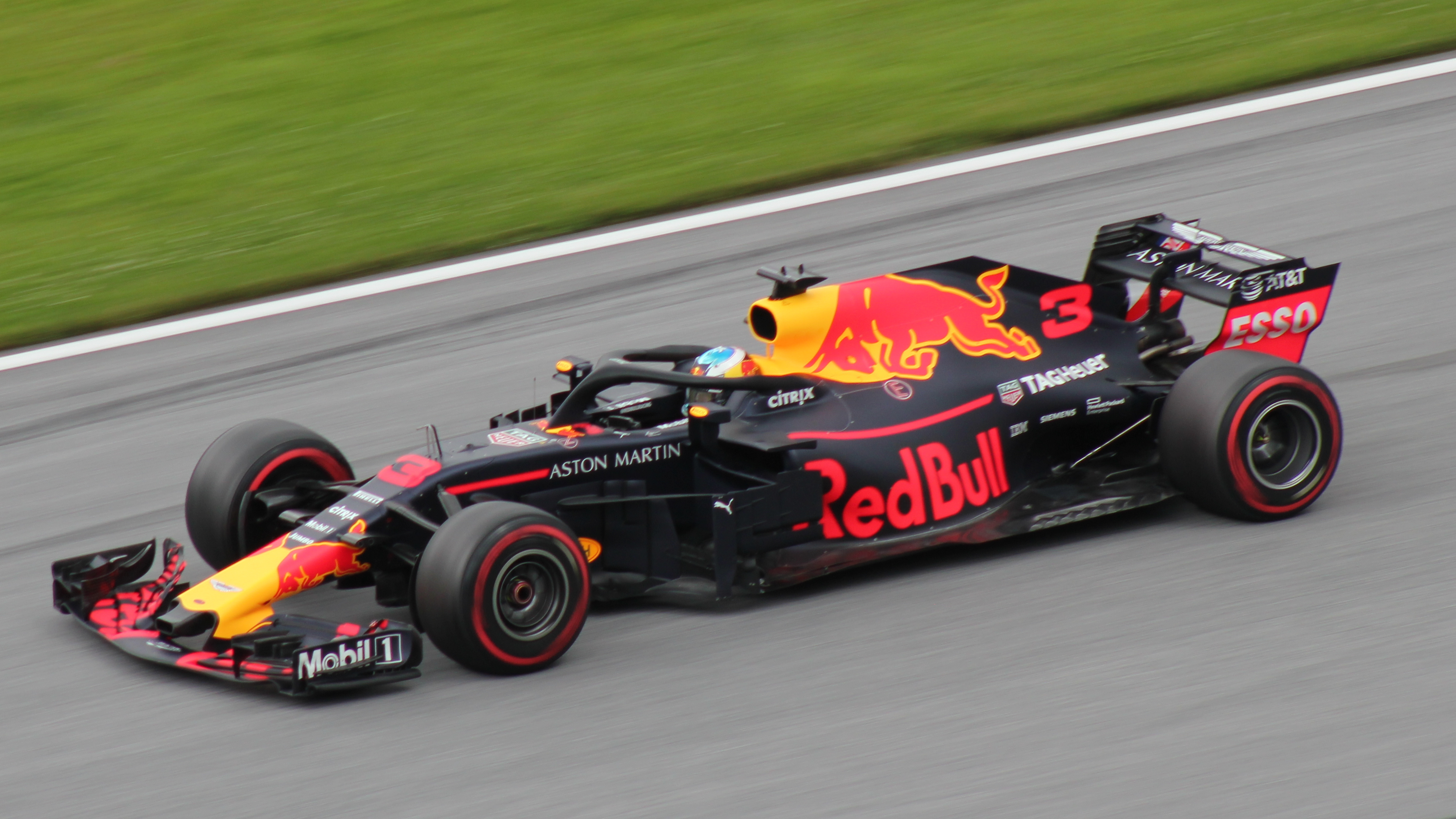
RB14 タグ・ホイヤー
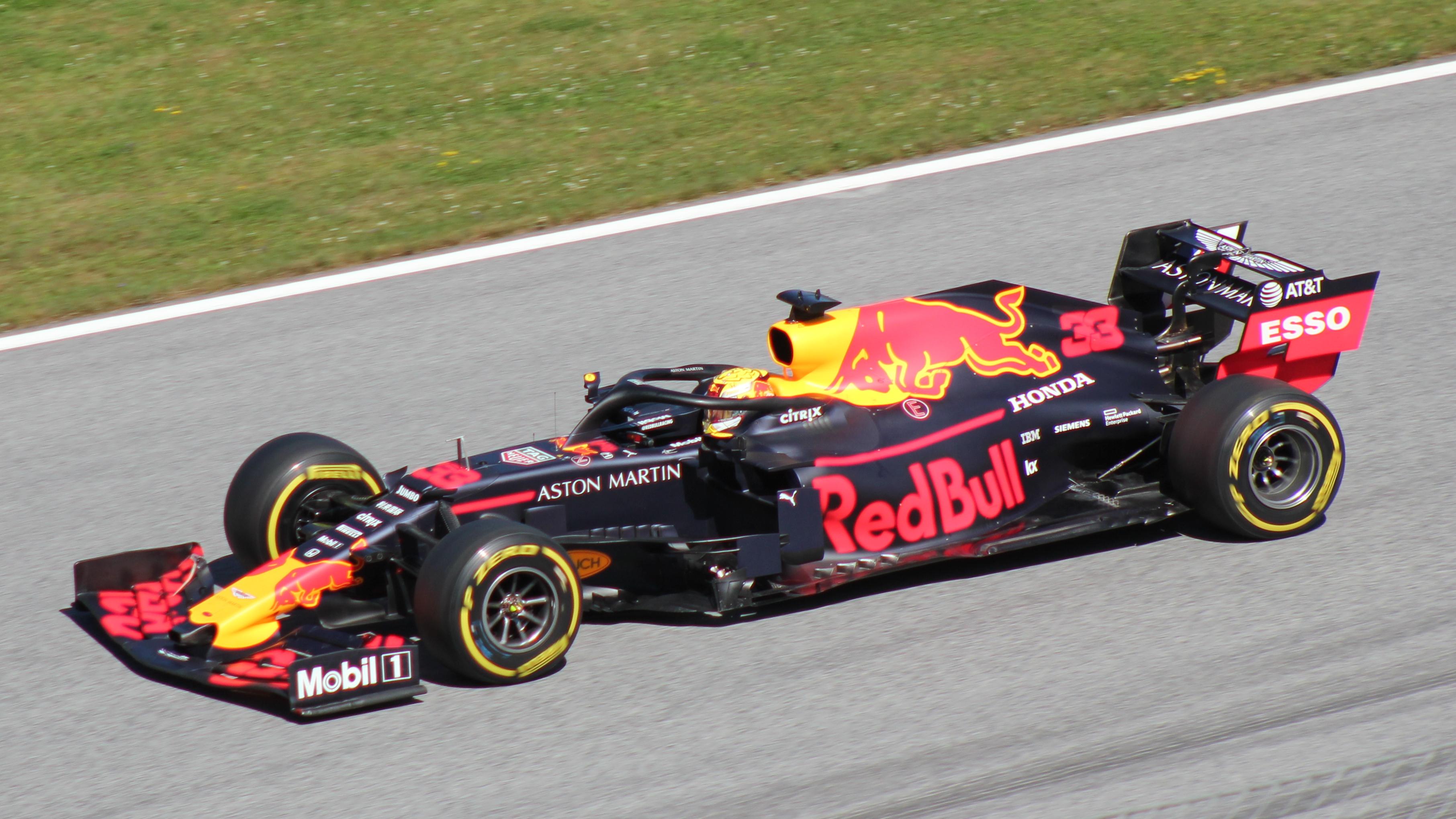
RB15 ホンダ
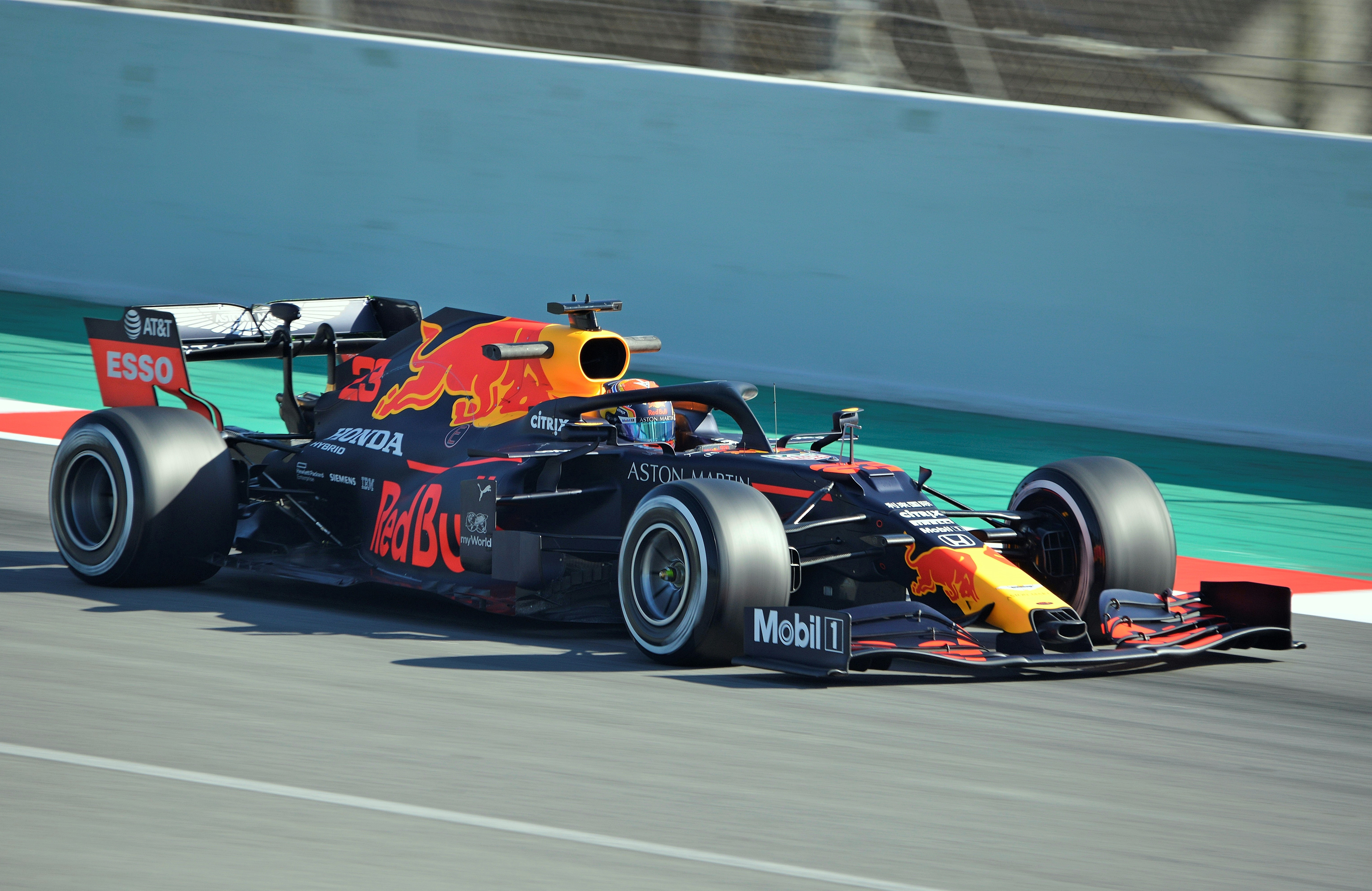
RB16 ホンダ
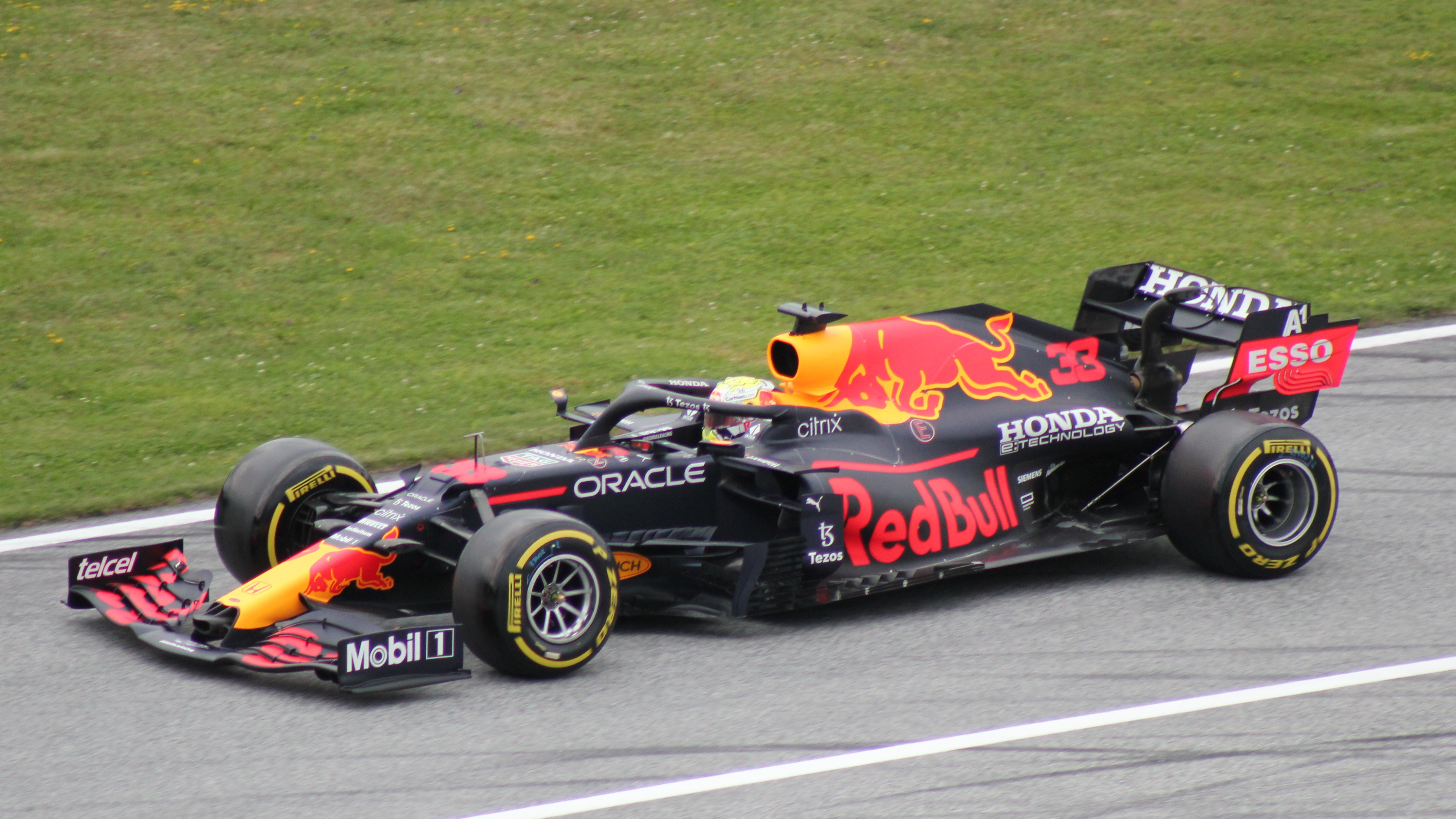
RB16B ホンダ

- グラウンドエフェクト型（2022年 - ）

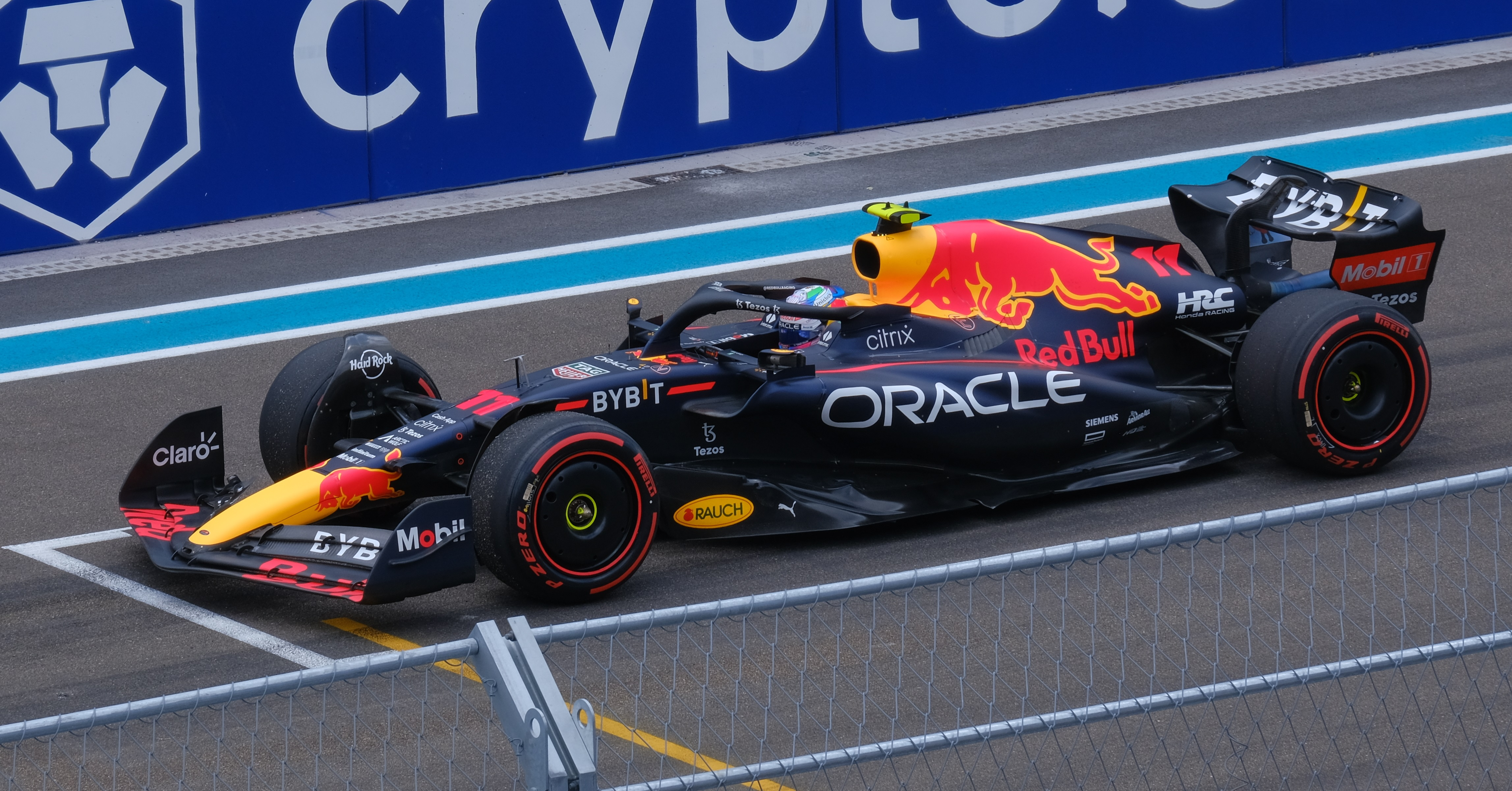
RB18 RBPT
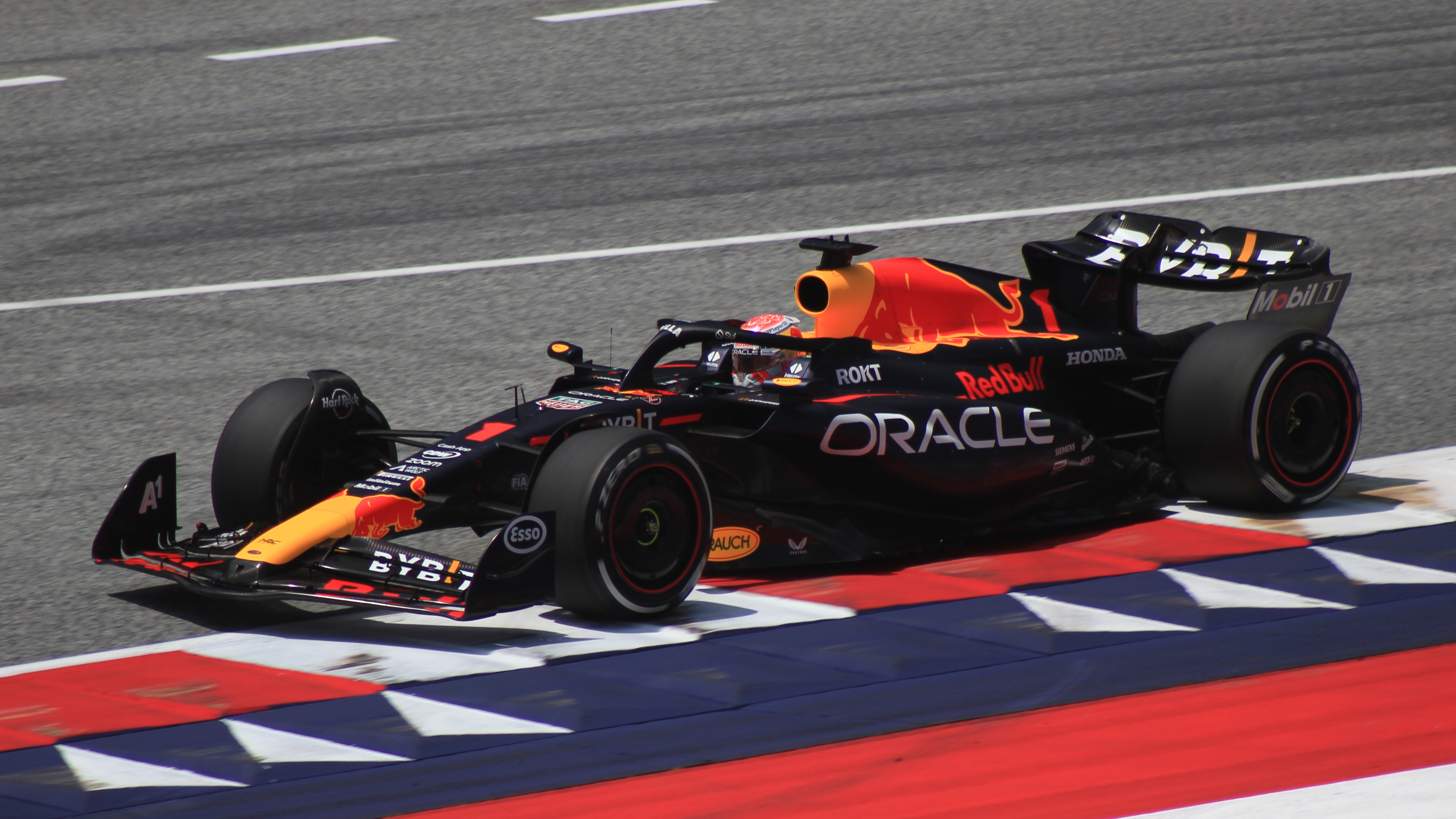
RB19 ホンダ・RBPT
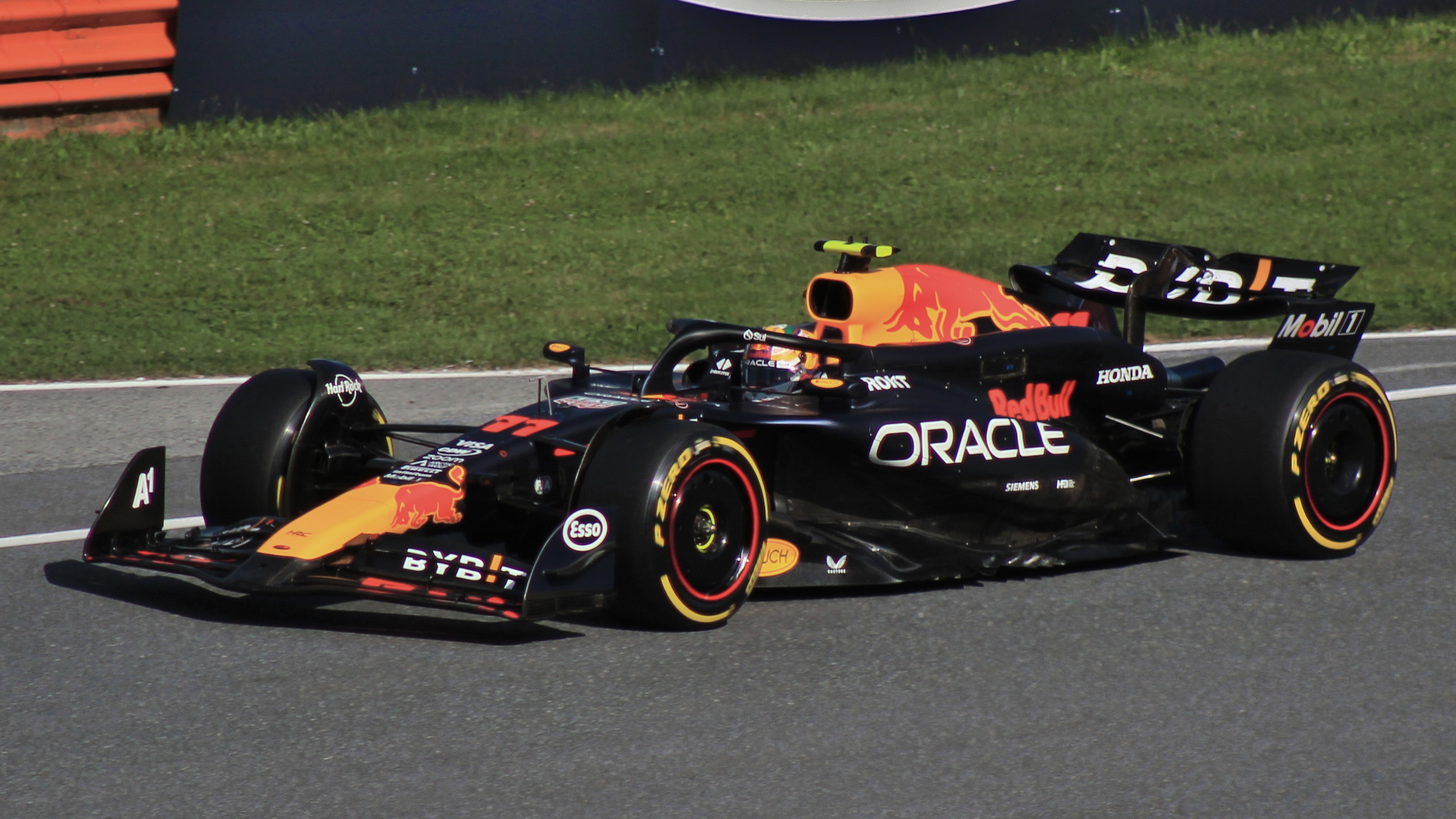
RB20 ホンダ・RBPT
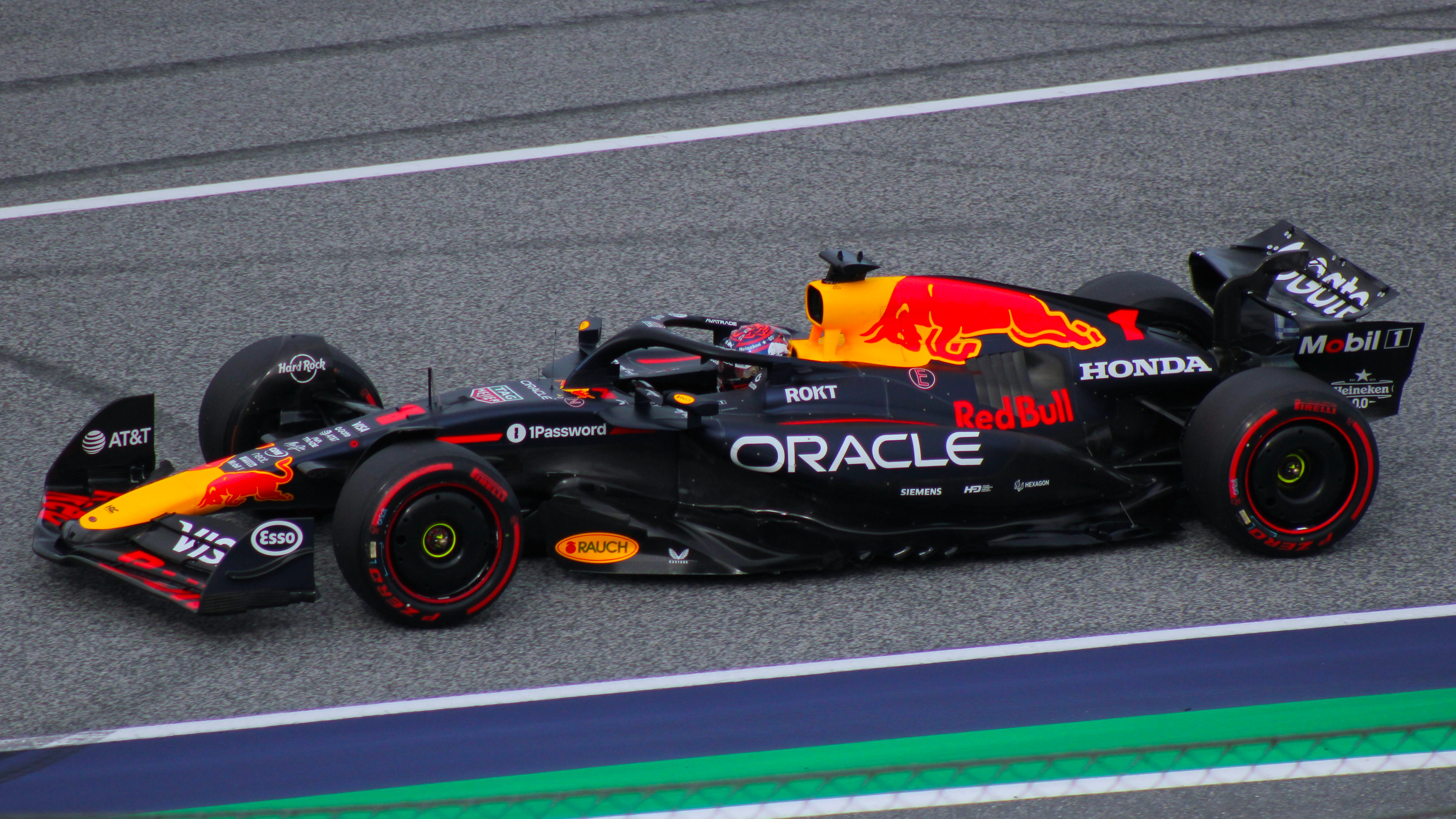
RB21 ホンダ・RBPT

## 関連会社

### レッドブル・テクノロジー
レッドブル・テクノロジー（Red Bull Technology、RBT）は、レッドブル・レーシングを運営する企業。レッドブルは他のチームとは異なるビジネスモデルとなっており、RBTグループはレッドブル・レーシングの親会社として機能している。そのため、レッドブル・レーシングに直接雇用されているスタッフの数はわずか50人となっている。
2007年からレッドブル・テクノロジーは、1980年代以来F1では禁止されていた、同じシャシーで2つのチームを走らせることを可能にする抜け穴とみなされていた。ライバルチームからFIAに対して抗議が出されたが、却下された。レッドブル・レーシングもスクーデリア・トロロッソも、基本的に同じシャシーを使用していることは否定しなかったが、別々の開発プログラム、異なるエンジンを使用して合法であると主張した。コンコルド協定の改訂により、2010年よりシャシー供給規定が厳しく強化され、トロ・ロッソとレッドブル・レーシング間のシャシー設計共有も終焉を迎えた。2009年6月1日、Scuderia AlphaTauri S.p.A (UK establishment office) が設立され、ビスターにある風洞をレッドブルから委託。チームは独自に車を設計、製造し、必要なインフラを社内で構築した。
ミルトン・キーンズでの拡充を経て、レッドブル・テクノロジーはトロ・ロッソ（アルファタウリ）以外のF1チームへのパーツ供給も始め、その第1弾として、2011年からはレッドブルと同じルノーエンジンを使用するチーム・ロータス（後のケータハムF1チーム）に対しギアボックスや油圧システム等を供給していた。

### レッドブル・アドバンスド・テクノロジーズ
レッドブル・アドバンスド・テクノロジーズ（Red Bull Advanced Technologies、RBAT）は、レッドブルの商用テクノロジーおよびエンジニアリングサービス部門。FIAの予算上限を超えるリソースを使用することを目的としている。
開発実績には以下のような物がある。
- 第35回アメリカスカップ参戦用ヨット（ランドローバー・BARチームと共同開発）
- アストンマーティン・ヴァルキリー（アストンマーティンと共同開発）
- インディカー・シリーズで使用される、コックピット保護用の「エアロスクリーン」（インディカー及びダラーラと共同開発）[120]
- レッドブル・RB17（2025年発売予定のハイパーカー）[121]
- フランス西部自動車クラブ（ACO）が2025年のル・マン24時間レースに水素燃料電池車（FCV）クラス創設を目指す「ミッションH24」に、レーシングカーコンストラクターのオレカ、水素燃料タンクのサプライヤーであるプラスチック・オムニウム（英語版）、ピニンファリーナ・H2 スピード[122]のパワートレインを設計したスイスのグリーンGTと共に、プロジェクトパートナーを勤める[123][124][125]。自動車部品サプライヤーのフォルシアとミシュランの合弁会社である、シンビオ（フランス語版）が燃料電池用の次世代固体高分子形燃料電池を供給する。
- 2024年の第37回アメリカスカップに、過去2度優勝しているスイスのアリンギ[126]と組んで、アリンギ・レッドブル・レーシングを結成し、そのヨットのR&Dを担当する[127]。

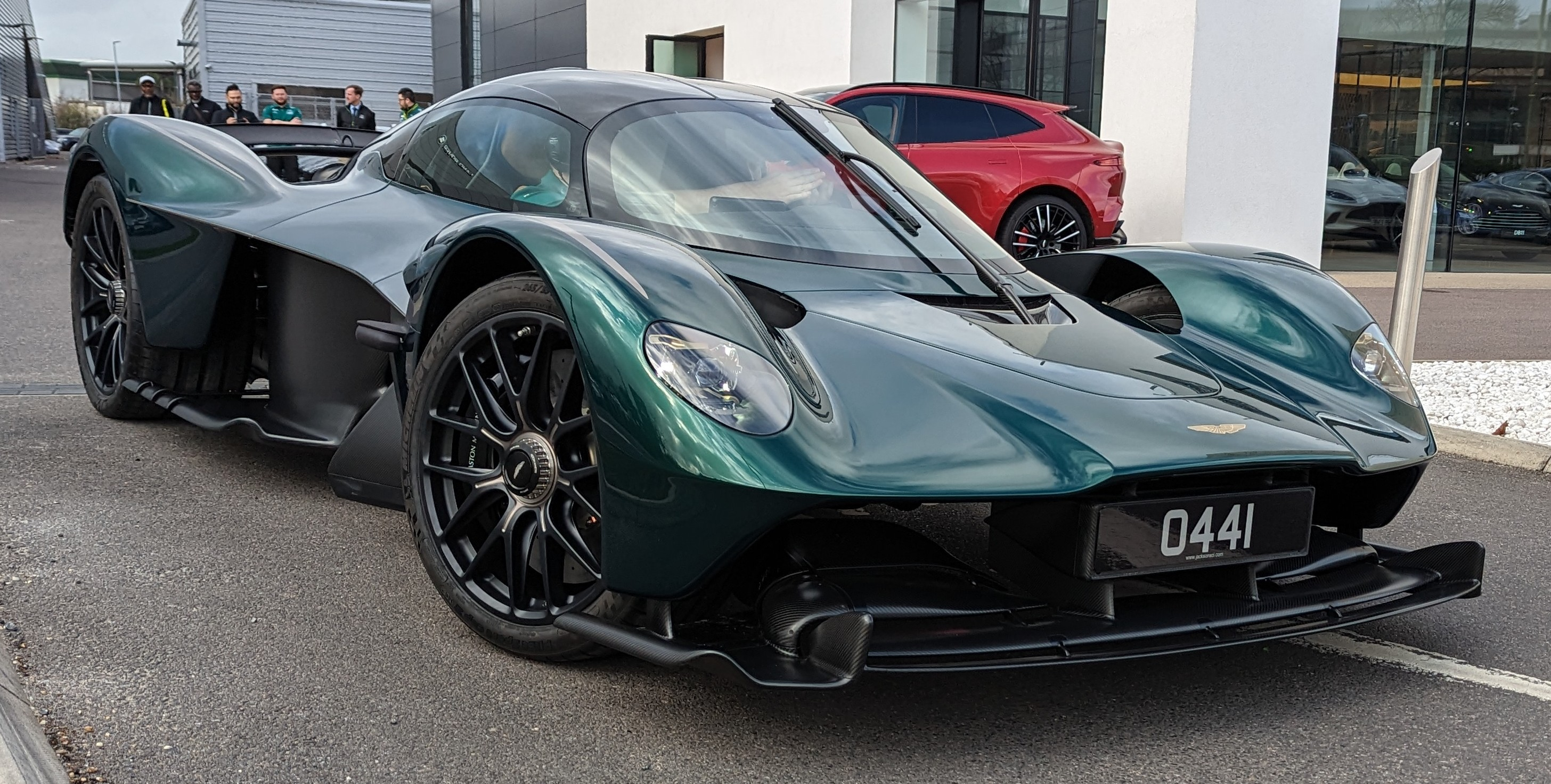
アストンマーティン・ヴァルキリー
グリーンGT H24（2022年）
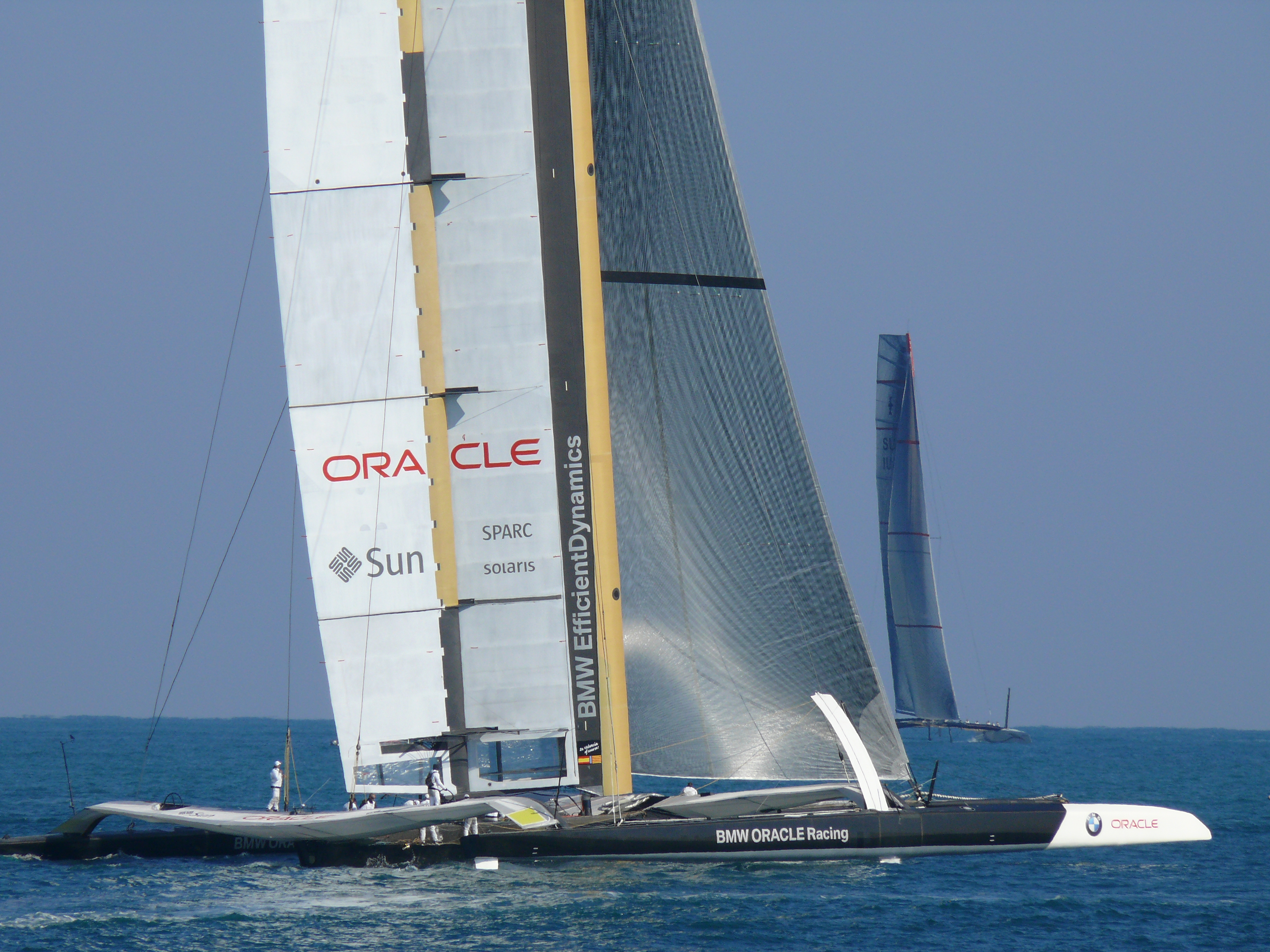
第33回アメリカスカップ、アリンギ（2010年）

### レッドブル・パワートレインズ
レッドブル・パワートレインズ（Red Bull Power Trains、RBPT）は、2021年に設立されたF1用パワーユニット（PU）の製造会社。当初は2022年よりホンダF1に代わってPUの製造及び供給を行う予定だったが、実際にはホンダ・レーシング（HRC）が製造・供給するPUのメンテナンスを行う形となっている。2023年2月にフォードとの提携を発表し、2026年シーズンより独自PUを供給する予定である。

## スポンサー
チームパートナー
- カストーレ
- タグ・ホイヤー
- キャッシュアップ
- ラウフ
- ピレリ
- アメリカ・モービル
- アーマオール
- ゴールドスタンダード
- BMC
- ハードロック・インターナショナル
- Gate.io
- Visa
- Rokt
- アヴァトレード
- YETI
- ニューエラ
- ハイネケン
- マウイジム
- mophie
- パトロンテキーラ
- Philips Professional Displays
- ペペ・ジーンズ

テクニカルパートナー
- 本田技研工業
- 1Password
- オラクル
- エクソンモービル - モービル1及びエッソブランドで参入。
- シーメンス・デジタル・インダストリーズ
- AT&T
- DMG森精機
- CDW
- ANSYS
- PWR
- Neat
- ヘキサゴン
- スパルコ

## メディアプロモーション
レッドブルは豊富な資金力とユニークな発想で、広報活動においても注目を集めている。
- ジャガー時代からの継続で、2005年と2006年のモナコGPには映画とのタイアップでスペシャルペイントを施したマシンが出走した。
  - 2005年はスター・ウォーズ エピソード3/シスの復讐とのタイアップ。ゲストとしてジョージ・ルーカスが招かれただけでなく、ダース・ベイダー、C-3POらキャラクター達もパドックに全員集合した。さらに、ピットクルーは全員帝国軍兵士のコスプレをする念の入れようであった。
  - 2006年はスーパーマン リターンズとのタイアップ。ドライバーのレーシングスーツのデザインがスーパーマンのスーツに合わせる演出が施され、決勝でも上位陣が次々と脱落する中でクルサードが3位表彰台を勝ち取り、スーパーマンの赤いマントを翻して登壇した。
- パドックで招待客をもてなすモーターホームは、レッドブルとトロ・ロッソの駐車スペースに総3階立ての巨大な建造物を設営して他チームを圧倒した（すでに「モーターホーム」ではないという声もある）。2006年のモナコGPでは、ヨットハーバーの艀の上に設営する特別仕様まで用意した。
- 参戦当初、毎レースパドックに印刷機材を持ち込み、「The RED BULLETIN」（レッドブリティン—Red Bull+Bulletin（速報）の造語）という日刊紙を発行して、F1関係者にパドックで無料配布していた。実際には安価ではあるものの有料なのだが、ディートリヒ・マテシッツ会長が全数買い取った上で配布するという形が取られているため、実質的に無料である。日本グランプリでは、各日レッドブルのブースでレッドブル購入者に先着順でプレゼントされる。なお、Web上でもPDF形式で公開している。なお「The RED BULLETIN」は、2009年からレッドブルがスポンサードするスポーツ活動全般をカバーする広報誌としてリニューアルされており、F1のパドックでの発行は2008年シーズンで終了した[128]。
- F1においては「女性蔑視[129]に当たる」との理由から他チームがレースクイーン等の起用に及び腰な中、毎レース「フォーミュラ・ウナ（Formula Una）」と題して開催国の美女を集め、自チームのモーターホームにおいてコンテストを実施していた。ただし経費節減策の一環として、「フォーミュラ・ウナ」も2008年一杯で終了した[128]。
- F1マシンのデモ走行や、イベント「Red Bull Showrun」が日本でも行われている。2007年には東京都台東区の浅草寺で、2009年は9月20日に大阪府の大阪城公園[130]、同月22日に埼玉県越谷市のイオンレイクタウンmoriで、同月30日は三重県鈴鹿スポーツガーデンで開催された。同月29日には、明治神宮野球場で行われていたプロ野球の阪神タイガース対東京ヤクルトスワローズの試合で走行を披露した[131]。
- プレイステーション3用ゲームソフト「グランツーリスモ5」に収録された架空のレーシングカー「レッドブル・X2010」の開発に全面協力している。「レギュレーションの枠にとらわれない、地上最速のレーシングカー」を実現するため、エイドリアン・ニューウェイが空力システムについて全面的にアイディア[132][133]を出している。テストドライブはベッテルが担当。